# ゲームボーイアドバンスのゲームタイトル一覧
ゲームボーイアドバンスのゲームタイトル一覧（ゲームボーイアドバンスのゲームタイトルいちらん）では、ゲームボーイアドバンス対応として日本国内で発売された全791タイトルのゲームソフトを発売順に、および発売されなかったタイトルを列記する。なお追加要素を含まない廉価版などは除く。
| 目次 | • 発売ソフトの形態・変遷• 発売されたタイトル• 発売されなかったタイトル• その他• 非ライセンス品• 脚注 |

## 発売ソフトの形態・変遷
ゲームボーイアドバンスは、ゲームボーイの後継機として2001年3月21日に発売され、本体と同時に複数のソフトが発売された。ローンチタイトルの一つである『バトルネットワーク ロックマンエグゼ』（カプコン）は、ロックマンシリーズの新規タイトルでありながらも、インターネットが発達した世界を舞台としたコンピュータRPGであり、のちにアニメ化などのメディアミックスとして展開された。また、2003年12月12日発売の『ロックマンエグゼ4』以降のシリーズ作品では、関連商品の「改造カード」を専用の周辺機器に読み込ませてキャラクターを強化できるシステムが搭載された。また、カプコンは『ロックマンX』シリーズのファン向けに、同シリーズの数百年後を描いた『ロックマンゼロ』シリーズも展開し、単なる勧善懲悪ではない重厚な物語が描かれた。さらに、同社から2001年10月12日に発売された『逆転裁判』は、重くなりがちな「裁判」というテーマを「笑いあり涙ありの法廷推理アドベンチャー」として昇華させた作品であり、のちにシリーズ化された。
また、2001年に家庭用ゲーム機事業から撤退したセガが新たなサードパーティとして参入し、同名ドリームキャスト用ソフトからの移植である『チューチューロケット!』がローンチタイトルの一つとして投入された。日本国外においては、同社の過去のヒット作を収録した『SEGA SMASHPACK』がTHQから発売された。
一方、コナミの小島プロダクションが開発した『ボクらの太陽』シリーズでは、カートリッジに太陽センサを内蔵し、屋外で遊ぶプレイスタイルを開発したほか、前述の『ロックマンエグゼ』シリーズとのコラボレーションも話題となった。
任天堂作品においては、64DD向けのゲームソフト『マリオアーティスト ポリゴンスタジオ』内のミニゲーム「サウンドボンバー」を基にした『メイド イン ワリオ』が手軽さとギャグ色の強い演出から人気を博してシリーズ化され、ワリオ作品において主要な位置に収まった。また、任天堂が最後に発売したゲームボーイアドバンス用ソフト『リズム天国』（2006年8月3日）は、音楽プロデューサー・つんく♂の持ち込み企画をもとに『メイド イン ワリオ』と共通のスタッフが関わっており、リズムに合わせてボタンを押すシンプルなシステムや「生えてくるひげを抜く」といったユニークなテーマが評判を呼び、その年の文化庁メディア芸術祭エンターテインメント部門優秀賞を受賞した。
他のプラットフォームからの移植作品（またはゲームボーイ参入作）の中には、大元とは異なるシステムを採用した例もあった。一方、携帯ゲーム機である以上、カートリッジの容量や生産ペースなどの制約もあった。
また、一部の作品ではキャラクターボイスが採用されており、たとえば『はじめの一歩 THE FIGHTING!』ではテレビアニメ版と同じ声優が採用されていた一方、レビュアーからは「携帯ゲーム機ゆえかなりザラついた音質なのは仕方ない」ともしている。
2003年2月14日には、高級モデルという位置づけで折り畳み式のゲームボーイアドバンスSPが発売された。
こちらは単に折り畳みにしただけでなく、フロントライトが搭載されたほか、電源も乾電池からリチウムイオン電池に変更され、長時間のプレイにも耐えられるようになった。ゲームボーイアドバンスに採用された反射型TFT液晶は光を当てないと見えづらいなど画面の暗さが指摘されていたが、ゲームボーイアドバンスSPのフロントライトによって視認性が向上した。その後日本では2005年9月13日に発売されたゲームボーイミクロにはバックライトが搭載され、画面の明度がさらに向上したことで、本来ゲームが持つ色鮮やかさを実感することができた。
なおゲームボーイアドバンス、ゲームボーイアドバンスSPはゲームボーイおよびゲームボーイカラーと互換性があるため、それぞれの対応ソフトを動作させることができる。
また、日本では2004年12月2日に発売されたニンテンドーDSおよび2006年3月2日に発売されたニンテンドーDS Liteはゲームボーイアドバンスと互換性があるため、ゲームボーイアドバンス用ソフトを動作させることができる。
2006年までに発売されたゲームボーイアドバンス用ソフトの一部は『逆転裁判』のように携帯電話含む他プラットフォームへに移植されたものもあった。
一方、『メトロイド フュージョン』のように10年以上にわたり移植の機会に恵まれなかった作品もあったが、Wii Uでバーチャルコンソールの配信が行われた（現在は新規購入不可）ことで多くのタイトルをダウンロード入手できるようになり、2023年には任天堂がダウンロードサービスゲームボーイアドバンス Nintendo Switch Onlineを展開するなど、後世のユーザーも楽しめる環境が整えられている。
また、オムニバスソフト『ロックマンエグゼ アドバンスドコレクション』 のように、ハードウェアに依存した箇所を変更して移植されたケースもあった。
このほかにも、『MOTHER3』は日本国外への発売がなかったものの、有志による非公式翻訳は話題を呼んだ。

## 凡例
- U:Wii Uバーチャルコンソール対応ソフト（バーチャルコンソールのゲームタイトル一覧も参照）。
- S:ゲームボーイアドバンス Nintendo Switch Online収録ソフト

## 発売されたタイトル
ゲームボーイアドバンスのゲームタイトルは2001年から2006年にかけて発売された。
| 目次 | • 2001• 2002• 2003• 2004• 2005• 2006 |

発売年ごとのタイトル数は以下の通り。
- 2001年（全132タイトル）[25][26][27][28]
- 2002年（全209タイトル）[25][29][30][31][32]
- 2003年（全155タイトル）[25][33][34][35][36][37]
- 2004年（全185タイトル）[25][37][38][39][40][41][42][43]
- 2005年（全79タイトル）[25][44][45][46]
- 2006年（全31タイトル）[46]

| 発売日         | タイトル | 発売元                                                   | U  | S  | 備考 | 脚注                |
| -------------- | --- | -------------------------------------------------------- | -- | -- | --- | ------------------- |
| 2001年3月21日  | スーパーマリオアドバンス                                                                                      | 任天堂                                                   | 〇 |    | ローンチタイトル。 | [ 2 ]               |
| 2001年3月21日  | F-ZERO FOR GAMEBOY ADVANCE                                                                                    | 任天堂                                                   | 〇 |    | ローンチタイトル。 | [ 2 ]               |
| 2001年3月21日  | ナポレオン | 任天堂                                                   | 〇 |    | ローンチタイトル。モバイルシステムGB対応 | [ 2 ]               |
| 2001年3月21日  | くるくるくるりん                                                                                              | 任天堂                                                   | 〇 | 〇 | ローンチタイトル。 | [ 2 ]               |
| 2001年3月21日  | 爆熱ドッジボールファイターズ                                                                                  | アトラス                                                 |    |    | ローンチタイトル。 | [ 2 ]               |
| 2001年3月21日  | アドバンスGTA                                                                                                 | エム・ティー・オー                                       |    |    | ローンチタイトル。国内8メーカーから46車種が実車で登場するレースゲーム | [ 2 ] [ 47 ]        |
| 2001年3月21日  | バトルネットワーク ロックマンエグゼ                                                                           | カプコン                                                 | 〇 |    | ローンチタイトル。ロックマンエグゼシリーズ第1弾。 | [ 1 ] [ 48 ] [ 2 ]  |
| 2001年3月21日  | EZ-TALK 初級編 1                                                                                              | キーネット                                               |    |    | |                     |
| 2001年3月21日  | EZ-TALK 初級編 2                                                                                              | キーネット                                               |    |    | |                     |
| 2001年3月21日  | EZ-TALK 初級編 3                                                                                              | キーネット                                               |    |    | |                     |
| 2001年3月21日  | EZ-TALK 初級編 4                                                                                              | キーネット                                               |    |    | |                     |
| 2001年3月21日  | EZ-TALK 初級編 5                                                                                              | キーネット                                               |    |    | |                     |
| 2001年3月21日  | EZ-TALK 初級編 6                                                                                              | キーネット                                               |    |    | |                     |
| 2001年3月21日  | 全日本GT選手権                                                                                                | コトブキシステム                                         |    |    | ローンチタイトル。モバイルシステムGB対応 | [ 2 ]               |
| 2001年3月21日  | トゥイティーのハーティーパーティー                                                                            | コトブキシステム                                         |    |    | ローンチタイトル。 | [ 2 ]               |
| 2001年3月21日  | ウイニングポスト for ゲームボーイアドバンス                                                                   | コーエー                                                 |    |    | ローンチタイトル。 | [ 2 ]               |
| 2001年3月21日  | 悪魔城ドラキュラ Circle of the Moon                                                                           | コナミ                                                   | 〇 |    | ローンチタイトル。 | [ 2 ]               |
| 2001年3月21日  | コナミ ワイワイレーシング アドバンス                                                                          | コナミ                                                   | 〇 |    | ローンチタイトル。 | [ 2 ]               |
| 2001年3月21日  | JGTO公認 GOLFMASTER JAPAN GOLF TOUR GAME                                                                      | コナミ                                                   |    |    | ローンチタイトル。 | [ 2 ]               |
| 2001年3月21日  | Jリーグポケット                                                                                               | コナミ                                                   |    |    | ローンチタイトル。 | [ 2 ]               |
| 2001年3月21日  | パワプロクンポケット3                                                                                         | コナミ                                                   |    |    | ローンチタイトル。 | [ 2 ]               |
| 2001年3月21日  | プレイノベル サイレントヒル                                                                                   | コナミ                                                   |    |    | ローンチタイトル。モバイルシステムGB対応 | [ 2 ]               |
| 2001年3月21日  | モンスターガーディアンズ                                                                                      | コナミ                                                   |    |    | ローンチタイトル。 | [ 2 ]               |
| 2001年3月21日  | 遊☆戯☆王ダンジョンダイスモンスターズ                                                                          | コナミ                                                   |    |    | ローンチタイトル。 | [ 2 ]               |
| 2001年3月21日  | ファイヤープロレスリングA                                                                                     | スパイク                                                 |    |    | ローンチタイトル。 | [ 2 ] [ 49 ]        |
| 2001年3月21日  | チューチューロケット!                                                                                         | セガ                                                     | 〇 |    | ローンチタイトル。 | [ 2 ]               |
| 2001年3月21日  | ぼくは航空管制官                                                                                              | タム                                                     |    |    | ローンチタイトル。 | [ 2 ]               |
| 2001年3月21日  | ミスタードリラー2                                                                                             | ナムコ                                                   | 〇 |    | ローンチタイトル。 | [ 2 ]               |
| 2001年3月21日  | ピノビィーの大冒険                                                                                            | ハドソン                                                 |    |    | ローンチタイトル。 | [ 2 ]               |
| 2001年3月21日  | 桃太郎まつり                                                                                                  | ハドソン                                                 |    |    | ローンチタイトル。桃太郎伝説シリーズのミニゲーム集。 | [ 2 ] [ 50 ]        |
| 2001年4月26日  | GetBackers奪還屋 地獄のスカラムーシュ                                                                         | コナミ                                                   |    |    | | [ 51 ]              |
| 2001年4月26日  | 耽美夢想マイネリーベ                                                                                          | コナミ                                                   |    |    | | [ 51 ]              |
| 2001年4月27日  | ドラえもん 緑の惑星ドキドキ大救出!                                                                            | エポック社                                               |    |    | モバイルシステムGB対応 |                     |
| 2001年4月27日  | スペースヘキサイト メーテルレジェンドEX                                                                       | ジョルダン                                               |    |    | |                     |
| 2001年4月27日  | ボンバーマンストーリー                                                                                        | ハドソン                                                 |    |    | ボンバーマンシリーズを題材としたRPG | [ 52 ]              |
| 2001年5月25日  | ファイナルファイトONE                                                                                         | カプコン                                                 |    |    | スーパーファミコン用ソフト『ファイナルファイト』の移植版 | [ 5 ]               |
| 2001年6月21日  | タクティクスオウガ外伝 The Knight of Lodis                                                                    | 任天堂                                                   |    |    | 『オウガバトル』シリーズの番外編 | [ 53 ]              |
| 2001年6月28日  | トイロボフォース                                                                                              | グローバル・A・エンタテインメント                        |    |    | |                     |
| 2001年6月29日  | なりきりジョッキーゲーム 優駿ラプソディ〜♪                                                                    | カプコン                                                 |    |    | |                     |
| 2001年6月29日  | チョロQアドバンス                                                                                             | タカラ                                                   |    |    | |                     |
| 2001年7月5日   | 遊☆戯☆王デュエルモンスターズ5 エキスパート1                                                                   | コナミ                                                   |    |    | | [ 54 ]              |
| 2001年7月6日   | ブレス オブ ファイア 竜の戦士                                                                                 | カプコン                                                 |    |    | 同名作品の移植版 | [ 55 ]              |
| 2001年7月12日  | 麻雀刑事 | ハドソン                                                 |    |    | |                     |
| 2001年7月12日  | 森田将棋あどばんす                                                                                            | ハドソン                                                 |    |    | |                     |
| 2001年7月13日  | みんなの飼育シリーズ(1) ぼくのカブト虫                                                                        | エム・ティー・オー                                       |    |    | |                     |
| 2001年7月13日  | スーパーストリートファイターIIX リバイバル                                                                    | カプコン                                                 |    |    | |                     |
| 2001年7月13日  | EXモノポリー                                                                                                  | タカラ                                                   |    |    | モバイルシステムGB対応 |                     |
| 2001年7月19日  | 風のクロノア 〜夢見る帝国〜                                                                                   | ナムコ                                                   | 〇 |    | |                     |
| 2001年7月21日  | マリオカートアドバンス                                                                                        | 任天堂                                                   | 〇 | 〇 | マリオカートシリーズ初の携帯機向け作品 モバイルシステムGB対応 | [ 56 ]              |
| 2001年7月26日  | 筋肉番付 金剛くんの大冒険!                                                                                    | コナミ                                                   |    |    | テレビ番組『筋肉番付』のマスコットキャラクター「金剛くん」を主題としたアドベンチャーゲーム。                                                                                             | [ 57 ]              |
| 2001年7月26日  | JGTO公認 GOLFMASTERモバイル JAPAN GOLF TOUR GAME                                                              | コナミ                                                   |    |    | モバイルシステムGB対応 |                     |
| 2001年7月26日  | スタコミ STAR★COMMUNICATOR                                                                                    | コナミ                                                   |    |    | |                     |
| 2001年7月26日  | モバイルプロ野球 監督の采配                                                                                   | コナミ                                                   |    |    | モバイルシステムGB対応 |                     |
| 2001年7月27日  | ゼロ・ツアーズ                                                                                                | メディアリング                                           |    |    | |                     |
| 2001年8月1日   | 黄金の太陽 開かれし封印                                                                                       | 任天堂                                                   | 〇 |    | |                     |
| 2001年8月3日   | ドカポンQ モンスターハンター!                                                                                 | アスミック・エースエンタテインメント                     |    |    | |                     |
| 2001年8月3日   | みんなの飼育シリーズ(2) ぼくのクワガタ                                                                        | エム・ティー・オー                                       |    |    | |                     |
| 2001年8月9日   | ジュラシック・パークIII 恐竜にあいにいこう!                                                                   | コナミ                                                   |    |    | 映画『ジュラシック・パークIII 』を題材とした育成シミュレーション。 | [ 58 ]              |
| 2001年8月10日  | 極 麻雀デラックス 未来戦士21                                                                                  | アテナ                                                   |    |    | |                     |
| 2001年8月10日  | スーパーブラックバスアドバンス                                                                                | スターフィッシュ                                         |    |    | |                     |
| 2001年8月21日  | ワリオランドアドバンス ヨーキのお宝                                                                           | 任天堂                                                   | 〇 |    | ワリオランドシリーズ第5弾 | [ 59 ]              |
| 2001年8月30日  | ジュラシック・パークIII アドバンスドアクション                                                                | コナミ                                                   |    |    | 映画『ジュラシック・パークIII』を題材としたアクションアドベンチャーゲーム。 | [ 60 ]              |
| 2001年8月31日  | 高校受験アドバンスシリーズ 英単語編 2000words収録                                                             | キーネット                                               |    |    | |                     |
| 2001年8月31日  | 高校受験アドバンスシリーズ 英熟語編 650phrases収録                                                            | キーネット                                               |    |    | |                     |
| 2001年8月31日  | 高校受験アドバンスシリーズ 英語構文編 26units収録                                                             | キーネット                                               |    |    | |                     |
| 2001年9月7日   | メダロット・ナビ カブト                                                                                       | イマジニア                                               | 〇 |    | メダロットシリーズ初のゲームボーイアドバンス用ソフト。 | [ 61 ]              |
| 2001年9月7日   | メダロット・ナビ クワガタ                                                                                     | イマジニア                                               | 〇 |    | メダロットシリーズ初のゲームボーイアドバンス用ソフト | [ 62 ]              |
| 2001年9月7日   | ラブひなアドバンス 祝福の鐘はなるかな                                                                         | マーベラスエンターテイメント                             |    |    | 漫画およびテレビアニメ『ラブひな』のゲーム化 | [ 63 ]              |
| 2001年9月13日  | 幻想水滸伝カードストーリーズ                                                                                  | コナミ                                                   |    |    | 『幻想水滸伝』シリーズを題材としたカードバトルRPG | [ 64 ]              |
| 2001年9月13日  | ロボットポンコッツ2 クロスバージョン                                                                          | ハドソン                                                 |    |    | ロボットポンコッツシリーズの1作品 | [ 65 ]              |
| 2001年9月13日  | ロボットポンコッツ2 リングバージョン                                                                          | ハドソン                                                 |    |    | ロボットポンコッツシリーズの1作品 | [ 65 ]              |
| 2001年9月20日  | FIELD OF NINE DIGITAL EDITION 2001                                                                            | コナミ                                                   |    |    | プロ野球を題材としたトレーディングカードゲーム『フィールドオブナイン』のデジタル化作品                                                                                                   | [ 66 ]              |
| 2001年9月21日  | スーパーロボット大戦A                                                                                         | バンプレスト                                             |    |    | | [ 67 ]              |
| 2001年9月27日  | Z.O.E 2173 TESTAMENT                                                                                          | コナミ                                                   |    |    | メディアミックス『ZONE OF THE ENDERS』の1作品で、『ANUBIS ZONE OF THE ENDERS』の前日譚にあたる。                                                                                         | [ 68 ]              |
| 2001年9月28日  | 信長の野望 | コーエー                                                 |    |    | | [ 69 ]              |
| 2001年9月28日  | 西原理恵子の殿堂麻雀                                                                                          | メディアリング                                           |    |    | |                     |
| 2001年10月4日  | ハテナサテナ                                                                                                  | ハドソン                                                 |    |    | ロジックパズルゲーム | [ 70 ]              |
| 2001年10月5日  | 奇々怪界あどばんす                                                                                            | アルトロン                                               |    |    | | [ 71 ]              |
| 2001年10月12日 | 逆転裁判 | カプコン                                                 |    |    | 逆転裁判シリーズ第1弾。 |                     |
| 2001年10月18日 | みんなでぷよぷよ                                                                                              | セガ                                                     |    |    | ぷよぷよシリーズ初のゲームボーイアドバンス用ソフト。 |                     |
| 2001年10月19日 | ハローキティコレクション ミラクルファッションメーカー                                                         | イマジニア                                               |    |    | ハローキティを題材とした着せ替えゲーム。 |                     |
| 2001年10月19日 | ハムスター物語2GBA                                                                                            | カルチャーブレーン                                       |    |    | |                     |
| 2001年10月25日 | ESPN X Games skateboarding                                                                                    | コナミ                                                   |    |    | ESPNによるスポーツイベント「XGames」を題材としたスポーツゲーム |                     |
| 2001年10月25日 | ヒカルの碁 | コナミ                                                   |    |    | |                     |
| 2001年10月25日 | なかよし麻雀 かぶリーチ                                                                                       | コナミ                                                   |    |    | |                     |
| 2001年10月26日 | どこでも対局 役満アドバンス                                                                                   | 任天堂                                                   |    |    | | [ 75 ]              |
| 2001年10月26日 | なかよしペットアドバンスシリーズ1 かわいいハムスター                                                          | エム・ティー・オー                                       |    |    | |                     |
| 2001年10月26日 | ファランクス                                                                                                  | コトブキシステム                                         |    |    | 同名スーパーファミコン用ソフトの移植版で、当初は2001年9月に発売される予定だった。 |                     |
| 2001年11月1日  | ジュラシック・パークIII 失われた遺伝子                                                                        | コナミ                                                   |    |    | 映画『ジュラシック・パークIII 』のゲーム化で、アクションゲームパートとパズルゲームパートに分かれている                                                                                   |                     |
| 2001年11月15日 | 友情のビクトリーゴール 4V4嵐 GET THE GOAL!!                                                                   | コナミ                                                   |    |    | 漫画『GET THE GOAL!! 4V4嵐』のゲーム化で、任天堂スペースワールド2001出展時点では「友情のビクトリーゴール4V4嵐」という仮称が割り振られていた。                                            | [ 77 ]              |
| 2001年11月22日 | Adventure of TOKYO DisneySEA                                                                                  | コナミ                                                   |    |    | テーマパーク・東京ディズニーシーを題材としたアドベンチャーゲーム | [ 78 ]              |
| 2001年11月29日 | ぐるロジチャンプ                                                                                              | コンパイル                                               |    |    | | [ 79 ]              |
| 2001年11月30日 | 三國志 | コーエー                                                 |    |    | |                     |
| 2001年11月30日 | 機械化軍隊 | コトブキシステム                                         |    |    | 5つの惑星の制圧を目的としたリアルタイムシミュレーションゲーム。 |                     |
| 2001年11月30日 | 億万長者ゲーム のっとり大作戦!                                                                                | タカラ                                                   |    |    | |                     |
| 2001年11月30日 | ゾイドサーガ                                                                                                  | トミー                                                   |    |    | テレビアニメ『機獣新世紀ZOIDS』および『ゾイド新世紀スラッシュゼロ』のキャラクター群が登場するRPG                                                                                         | [ 81 ]              |
| 2001年11月30日 | 激闘!カーバトラーGO!!                                                                                         | ビクターインタラクティブソフトウェア                     |    |    | | [ 82 ]              |
| 2001年12月6日  | 筋肉番付 〜決めろ!奇跡の完全制覇〜                                                                            | コナミ                                                   |    |    | テレビ番組『筋肉番付』のコーナーの一つ「SASUKE」のゲーム化 |                     |
| 2001年12月6日  | 爆転シュート ベイブレード 激闘!最強ブレーダー                                                                 | ブロッコリー                                             |    |    | ゲームボーイアドバンスにおけるベイブレードシリーズ第1弾。 |                     |
| 2001年12月7日  | マジカルバケーション                                                                                          | 任天堂                                                   | 〇 |    | |                     |
| 2001年12月7日  | ダイヤドロイドワールド -イービル帝国の野望-                                                                   | エポック社                                               |    |    | |                     |
| 2001年12月7日  | アドバンスラリー                                                                                              | エム・ティー・オー                                       |    |    | ゲームボーイアドバンス用ソフトとしては初めてラリーを題材としたレースゲーム。 |                     |
| 2001年12月7日  | モンスターファームアドバンス                                                                                  | テクモ                                                   |    |    | |                     |
| 2001年12月7日  | ナムコミュージアム                                                                                            | ナムコ                                                   |    |    | 『ミズ・パックマン』ほか5作品を収録 |                     |
| 2001年12月7日  | ワールドアドバンスサッカー 勝利への道                                                                         | ハンズオン・エンタテインメント                           |    |    | |                     |
| 2001年12月7日  | 学校をつくろう!!アドバンス                                                                                    | ビクターインタラクティブソフトウェア                     |    |    | |                     |
| 2001年12月7日  | 大戦略 For ゲームボーイアドバンス                                                                             | メディアカイト                                           |    |    | |                     |
| 2001年12月13日 | 実況ワールドサッカーポケット                                                                                  | コナミ                                                   |    |    | |                     |
| 2001年12月13日 | コラムスクラウン                                                                                              | セガ                                                     |    |    | |                     |
| 2001年12月13日 | 大麻雀。 | ホリ                                                     |    |    | |                     |
| 2001年12月14日 | スーパーマリオアドバンス2                                                                                     | 任天堂                                                   | 〇 |    | |                     |
| 2001年12月14日 | バトルネットワーク ロックマンエグゼ2                                                                          | カプコン                                                 | 〇 |    | [ 48 ] |                     |
| 2001年12月14日 | SK8 Tony Hawk's PRO SKATER 2                                                                                  | サクセス                                                 |    |    | |                     |
| 2001年12月14日 | 上海アドバンス                                                                                                | サンソフト                                               |    |    | |                     |
| 2001年12月14日 | サンサーラナーガ1×2                                                                                           | ビクターインタラクティブソフトウェア                     |    |    | ファミリーコンピュータ用ソフト『サンサーラナーガ』とスーパーファミコン用ソフト『サンサーラナーガ2』を移植。                                                                              |                     |
| 2001年12月20日 | ドラゴンクエスト・キャラクターズ トルネコの大冒険2アドバンス 不思議のダンジョン                               | エニックス                                               |    |    | |                     |
| 2001年12月20日 | ESPN winter X Games snowboarding 2002                                                                         | コナミ                                                   |    |    | |                     |
| 2001年12月20日 | エキサイティングバス                                                                                          | コナミ                                                   |    |    | |                     |
| 2001年12月20日 | 遊☆戯☆王デュエルモンスターズ6 エキスパート2                                                                   | コナミ                                                   |    |    | |                     |
| 2001年12月20日 | 烈火の炎 -THE GAME-                                                                                           | コナミ                                                   |    |    | |                     |
| 2001年12月20日 | ソニックアドバンス                                                                                            | セガ                                                     | 〇 |    | ゲームキューブ用ソフト『ソニックアドベンチャー2 バトル』との連動要素あり。 |                     |
| 2001年12月21日 | 機動天使エンジェリックレイヤー みさきと夢の天使達                                                             | エポック社                                               |    |    | テレビアニメ『ANGELIC LAYER』のゲーム化。 |                     |
| 2001年12月21日 | ブレス オブ ファイアII -使命の子-                                                                             | カプコン                                                 |    |    | 同名スーパーファミコン用ソフトの移植版 |                     |
| 2001年12月21日 | スウィートクッキーパイ                                                                                        | カルチャーブレーン                                       |    |    | |                     |
| 2001年12月21日 | ピンキーモンキータウン                                                                                        | スターフィッシュ                                         |    |    | |                     |
| 2001年12月21日 | スーパーパズルボブルアドバンス                                                                                | タイトー                                                 |    |    | |                     |
| 2001年12月21日 | MUTSU ウォータールーパームツ                                                                                  | トミー                                                   |    |    | |                     |
| 2001年12月21日 | 鉄拳アドバンス                                                                                                | ナムコ                                                   |    |    | |                     |
| 2001年12月21日 | ウィザードリィ サマナー                                                                                       | メディアリング                                           |    |    | |                     |
| 2001年12月21日 | ドナルドダック アドバンス                                                                                     | ユービーアイソフト                                       |    |    | |                     |
| 2001年12月28日 | グランボ | カプコン                                                 |    |    | | [ 92 ]              |
| 2001年12月28日 | SLOT!PROアドバンス 宝船&大江戸桜吹雪2                                                                         | 日本テレネット                                           |    |    | |                     |
| 2002年1月1日   | THE KING OF FIGHTERS EX NEO BLOOD                                                                             | マーベラスエンターテイメント                             |    |    | 『ザ・キング・オブ・ファイターズ2000』のアレンジ移植。 |                     |
| 2002年1月11日  | パックマンコレクション                                                                                        | ナムコ                                                   | 〇 |    | 『パックマン』ほか4作品を収録 |                     |
| 2002年1月17日  | スナップキッズ                                                                                                | エニックス                                               |    |    | [ 95 ] |                     |
| 2002年1月17日  | グラディウスジェネレーション                                                                                  | コナミ                                                   |    |    | [ 96 ] |                     |
| 2002年1月24日  | 幽霊屋敷の二十四時間                                                                                          | グローバル・A・エンタテインメント                        |    |    | | [ 97 ]              |
| 2002年1月24日  | GUILTY GEAR X ADVANCE EDITION                                                                                 | サミー                                                   |    |    | 『GUILTY GEAR X』のアレンジ移植。 | [ 98 ]              |
| 2002年1月25日  | トマトアドベンチャー                                                                                          | 任天堂                                                   | 〇 |    | | [ 99 ]              |
| 2002年1月31日  | ハリー・ポッターと賢者の石                                                                                    | エレクトロニック・アーツ・スクウェア                     |    |    | |                     |
| 2002年1月31日  | アニマルマニア どきどき相性チェック                                                                           | コナミ                                                   |    |    | |                     |
| 2002年1月31日  | ハイパースポーツ2002 WINTER                                                                                   | コナミ                                                   |    |    | | [ 100 ]             |
| 2002年2月7日   | ボンバーマンMAX2 ボンバーマンバージョン                                                                       | ハドソン                                                 |    |    | ゲームボーイ用ソフト『ボンバーマンMAX』の続編 | [ 101 ]             |
| 2002年2月7日   | ボンバーマンMAX2 マックスバージョン                                                                           | ハドソン                                                 |    |    | ゲームボーイ用ソフト『ボンバーマンMAX』の続編 | [ 101 ]             |
| 2002年2月8日   | BLACK BLACK ブラブラ                                                                                          | カプコン                                                 |    |    | 笛の音で魔物を育てるRPG。 | [ 102 ]             |
| 2002年2月14日  | WTAツアーテニスポケット                                                                                       | コナミ                                                   |    |    | |                     |
| 2002年2月14日  | メールでキュート                                                                                              | コナミ                                                   |    |    | |                     |
| 2002年2月21日  | どーもくんの不思議てれび                                                                                      | 任天堂                                                   |    |    | NHKのマスコットキャラクター・どーもくんのゲーム化。 | [ 103 ]             |
| 2002年2月21日  | キャプテン翼 栄光の軌跡                                                                                       | コナミ                                                   |    |    | |                     |
| 2002年2月28日  | ゴエモン ニューエイジ出動!                                                                                    | コナミ                                                   |    |    | | [ 104 ]             |
| 2002年2月28日  | Jリーグポケット2                                                                                              | コナミ                                                   |    |    | |                     |
| 2002年3月1日   | モンスターズ・インク                                                                                          | トミー                                                   |    |    | 同名アニメ映画のゲーム化。 | [ 105 ]             |
| 2002年3月8日   | コロコロパズル ハッピィパネッチュ!                                                                            | 任天堂                                                   |    |    | カートリッジには動きセンサーが内蔵されている。 | [ 106 ]             |
| 2002年3月8日   | ふしぎの国のアンジェリーク                                                                                    | コーエー                                                 |    |    | アンジェリークシリーズを題材としたボードゲーム。 | [ 107 ]             |
| 2002年3月8日   | 沈黙の遺跡～エストポリス外伝～                                                                                | タイトー                                                 | 〇 |    | 『エストポリス』シリーズの外伝。 | [ 108 ]             |
| 2002年3月14日  | K-1ポケットグランプリ                                                                                         | コナミ                                                   |    |    | |                     |
| 2002年3月15日  | 川のぬし釣り5 〜不思議の森から〜                                                                              | ビクターインタラクティブソフトウェア                     |    |    | |                     |
| 2002年3月20日  | GROOVE ADVENTURE RAVE 〜光と闇の大決戦〜                                                                      | コナミ                                                   |    |    | |                     |
| 2002年3月20日  | パワプロクンポケット4                                                                                         | コナミ                                                   |    |    | |                     |
| 2002年3月21日  | アンジェリーク                                                                                                | コーエー                                                 |    |    | |                     |
| 2002年3月22日  | なかよしペットアドバンスシリーズ2 かわいい仔犬                                                                | エム・ティー・オー                                       |    |    | |                     |
| 2002年3月22日  | 実戦パチスロ必勝法! 獣王アドバンス                                                                            | サミー                                                   |    |    | |                     |
| 2002年3月28日  | 一石八鳥 〜これ1本で8種類!〜                                                                                  | コナミ                                                   |    |    | |                     |
| 2002年3月28日  | 神の記述 Illusion of the evil eyes                                                                            | コナミ                                                   |    |    | |                     |
| 2002年3月28日  | シャイニング・ソウル                                                                                          | セガ                                                     |    |    | | [ 110 ]             |
| 2002年3月28日  | 妖怪道 | フウキ                                                   |    |    | |                     |
| 2002年3月29日  | ファイアーエムブレム 封印の剣                                                                                 | 任天堂                                                   | 〇 |    | ファイアーエムブレムシリーズ第6弾で、ゲームボーイアドバンス用ソフトとしては初めての作品。                                                                                                | [ 111 ] [ 112 ]     |
| 2002年3月29日  | ドラえもん どこでもウォーカー                                                                                 | エポック社                                               |    |    | |                     |
| 2002年3月29日  | カエルBバック                                                                                                 | 角川書店                                                 |    |    | |                     |
| 2002年3月29日  | マジカル封神                                                                                                  | コーエー                                                 |    |    | |                     |
| 2002年3月29日  | ハムスター倶楽部3                                                                                             | ジョルダン                                               |    |    | |                     |
| 2002年3月29日  | 新日本プロレスリング 闘魂烈伝アドバンス                                                                       | トミー                                                   |    |    | |                     |
| 2002年4月1日   | ミニモニ。 ミカのハッピーモーニングchatty                                                                     | 小学館ミュージックアンドデジタルエンタテイメント         |    |    | |                     |
| 2002年4月11日  | デンキブロックス!                                                                                             | グローバル・A・エンタテインメント                        |    |    | |                     |
| 2002年4月12日  | LUNAR 〜レジェンド〜                                                                                          | メディアリング                                           |    |    | メガCD用ソフト『LUNAR ザ・シルバースター』のリメイク。 | [ 113 ]             |
| 2002年4月18日  | 人生ゲームアドバンス                                                                                          | タカラ                                                   |    |    | |                     |
| 2002年4月19日  | ひつじのキモチ。                                                                                              | カプコン                                                 |    |    | 牧羊犬を操作して羊をまとめるゲーム。 | [ 114 ]             |
| 2002年4月19日  | 大好きテディ                                                                                                  | エム・ティー・オー                                       |    |    | |                     |
| 2002年4月19日  | 黒ひげのくるっとジントリ                                                                                      | トミー                                                   |    |    | |                     |
| 2002年4月19日  | 黒ひげのゴルフしようよ                                                                                        | トミー                                                   |    |    | |                     |
| 2002年4月25日  | ウイ・イレ | コナミ                                                   |    |    | |                     |
| 2002年4月25日  | テニスの王子様 ジーニアス・ボーイズ・アカデミー                                                               | コナミ                                                   |    |    | |                     |
| 2002年4月26日  | おしゃべりインコ倶楽部                                                                                        | アルファ・ユニット                                       |    |    | | [ 51 ]              |
| 2002年4月26日  | アドバンスGT2                                                                                                 | エム・ティー・オー                                       |    |    | | [ 51 ]              |
| 2002年4月26日  | 日本プロ麻雀連盟公認 徹萬アドバンス 〜免許皆伝シリーズ〜                                                      | 加賀テック                                               |    |    | | [ 51 ]              |
| 2002年4月26日  | ロックマンゼロ                                                                                                | カプコン                                                 |    |    | 『ロックマンX』の数百年後を描いた作品で、ロックマンゼロシリーズ第1弾。 | [ 4 ]               |
| 2002年4月26日  | スパイダーマン ミステリオの脅威                                                                               | サクセス                                                 |    |    | アメリカンコミック・スパイダーマンのゲーム化。 | [ 115 ]             |
| 2002年4月26日  | テトリスワールド                                                                                              | サクセス                                                 |    |    | | [ 116 ]             |
| 2002年4月26日  | 頭文字D Another Stage                                                                                         | サミー                                                   |    |    | | [ 51 ]              |
| 2002年4月26日  | SLOT!PRO2アドバンス GOGOジャグラー&Newタイリョウ                                                              | 日本テレネット                                           |    |    | パチスロ機「ジャグラー」および「Newタイリョウ」を収録。 | [ 117 ]             |
| 2002年4月26日  | 携帯電獣テレファング2 パワー                                                                                  | スマイルソフト                                           |    |    | | [ 51 ]              |
| 2002年4月26日  | 携帯電獣テレファング2 スピード                                                                                | スマイルソフト                                           |    |    | | [ 51 ]              |
| 2002年4月26日  | ぷくぷく天然かいらんばん                                                                                      | ビクターインタラクティブソフトウェア                     |    |    | | [ 51 ]              |
| 2002年5月2日   | コナミアーケードゲームコレクション                                                                            | コナミ                                                   |    |    | 『スクランブル』ほかアーケードゲーム6作を収録。 | [ 118 ]             |
| 2002年5月2日   | モトクロスマニアックスADVANCE                                                                                 | コナミ                                                   |    |    | |                     |
| 2002年5月2日   | フォーメーションサッカー2002                                                                                  | スパイク                                                 |    |    | |                     |
| 2002年5月24日  | おしゃれプリンセス                                                                                            | カルチャーブレーン                                       |    |    | |                     |
| 2002年5月31日  | とっとこハム太郎3 ラブラブ大冒険でちゅ                                                                        | 任天堂                                                   |    |    | | [ 119 ]             |
| 2002年5月31日  | トータルサッカーアドバンス                                                                                    | ユービーアイソフト                                       |    |    | |                     |
| 2002年6月6日   | キャッスルヴァニア 白夜の協奏曲                                                                               | コナミ                                                   | 〇 |    | 悪魔城ドラキュラシリーズの1作品。 | [ 120 ]             |
| 2002年6月14日  | ファミリーテニスアドバンス                                                                                    | ナムコ                                                   |    |    | | [ 121 ]             |
| 2002年6月21日  | ガチンコプロ野球                                                                                              | ナウプロダクション                                       |    |    | |                     |
| 2002年6月27日  | V-RALLY3 | アタリ                                                   |    |    | |                     |
| 2002年6月27日  | 花札トランプ麻雀 デパチカ 和洋中                                                                              | グローバル・A・エンタテインメント                        |    |    | |                     |
| 2002年6月27日  | 爆転シュートベイブレード2002 いくぜ!爆闘!超磁力バトル                                                         | ブロッコリー                                             |    |    | ゲームボーイアドバンスにおけるベイブレードシリーズ第2弾で、4人一組のチーム制が採用されている。                                                                                           | [ 83 ]              |
| 2002年6月28日  | 黄金の太陽 失われし時代                                                                                       | 任天堂                                                   | 〇 |    | 『黄金の太陽 開かれし封印』の続編 | [ 122 ]             |
| 2002年6月28日  | Natural2 -DUO-                                                                                                | オメガ・プロジェクト                                     |    |    | 同名成人向けPCゲームのアレンジ移植 | [ 123 ]             |
| 2002年6月28日  | かまいたちの夜 アドバンス                                                                                     | チュンソフト                                             |    |    | |                     |
| 2002年6月28日  | ファミスタアドバンス                                                                                          | ナムコ                                                   |    |    | |                     |
| 2002年6月28日  | かわいいペットショップ物語3                                                                                   | パシフィック・センチュリー・サイバーワークス・ジャパン   |    |    | |                     |
| 2002年7月4日   | 信長異聞 | グローバル・A・エンタテインメント                        |    |    | | [ 124 ]             |
| 2002年7月4日   | モンスターゲート                                                                                              | コナミ                                                   |    |    | |                     |
| 2002年7月4日   | 遊☆戯☆王デュエルモンスターズ7 決闘都市伝説                                                                    | コナミ                                                   |    |    | |                     |
| 2002年7月4日   | ザ・ピンボール・オブ・ザ・デッド                                                                              | セガ                                                     |    |    | ザ・ハウス・オブ・ザ・デッドシリーズを題材としたピンボールゲーム。 | [ 125 ]             |
| 2002年7月5日   | さくらももこのウキウキカーニバル                                                                              | 任天堂                                                   |    |    | |                     |
| 2002年7月5日   | ハロボッツ ロボヒーローバトリング!!                                                                           | サンライズインタラクティブ                               |    |    | |                     |
| 2002年7月11日  | はめパネ 東京ミュウミュウ                                                                                     | タカラ                                                   |    |    | |                     |
| 2002年7月18日  | クラッシュ・バンディクー アドバンス                                                                           | コナミ                                                   |    |    | |                     |
| 2002年7月18日  | ディズニースポーツ:サッカー                                                                                   | コナミ                                                   |    |    | |                     |
| 2002年7月18日  | ヒカルの碁2                                                                                                   | コナミ                                                   |    |    | |                     |
| 2002年7月18日  | HIGH HEAT Major League Baseball 2003                                                                          | タカラ                                                   |    |    | |                     |
| 2002年7月18日  | ピノビィー&フィービィー                                                                                       | ハドソン                                                 |    |    | |                     |
| 2002年7月19日  | ファイナルファイヤープロレスリング 夢の団体運営!                                                              | スパイク                                                 |    |    | | [ 49 ]              |
| 2002年7月19日  | 勝負師伝説 哲也 〜甦る伝説〜                                                                                  | アテナ                                                   |    |    | |                     |
| 2002年7月19日  | ハムスターパラダイスあどばんちゅ                                                                              | アトラス                                                 |    |    | |                     |
| 2002年7月19日  | Hot Wheels アドバンス                                                                                         | アルトロン                                               |    |    | |                     |
| 2002年7月19日  | ときめき夢シリーズ(1) お花屋さんになろう!                                                                     | エム・ティー・オー                                       |    |    | |                     |
| 2002年7月19日  | 超魔界村R | カプコン                                                 |    |    | |                     |
| 2002年7月19日  | お花屋さん物語GBA いやし系お花屋さん育成ゲーム                                                                | TDKコア                                                  |    |    | |                     |
| 2002年7月19日  | メダロットG カブトバージョン                                                                                  | ナツメ                                                   |    |    | |                     |
| 2002年7月19日  | メダロットG クワガタバージョン                                                                                | ナツメ                                                   |    |    | |                     |
| 2002年7月20日  | アイス・エイジ                                                                                                | ユービーアイソフト                                       |    |    | |                     |
| 2002年7月25日  | ゴーストトラップ                                                                                              | アイドス・インタラクティブ                               |    |    | PlayStation 2用ソフト『ゴーストヴァイブレーション』の前日譚 | [ 126 ]             |
| 2002年7月25日  | ディズニースポーツ:アメリカンフットボール                                                                     | コナミ                                                   |    |    | |                     |
| 2002年7月25日  | ディズニースポーツ:スケートボーディング                                                                       | コナミ                                                   |    |    | |                     |
| 2002年7月25日  | バブルボブル OLD&NEW                                                                                          | メディアカイト                                           |    |    | |                     |
| 2002年7月26日  | カスタムロボGX                                                                                                | 任天堂                                                   |    |    | |                     |
| 2002年7月26日  | シャーマンキング 超・占事略決2                                                                                | キングレコード                                           |    |    | |                     |
| 2002年7月26日  | Vマスタークロス                                                                                               | サクセス                                                 |    |    | |                     |
| 2002年7月26日  | ガチャステ! ダイナデバイス ブルー                                                                             | スマイルソフト                                           |    |    | |                     |
| 2002年7月26日  | ガチャステ! ダイナデバイス レッド                                                                             | スマイルソフト                                           |    |    | |                     |
| 2002年8月2日   | スペースインベーダーEX                                                                                        | タイトー                                                 |    |    | |                     |
| 2002年8月2日   | スーパーロボット大戦R                                                                                         | バンプレスト                                             |    |    | | [ 67 ]              |
| 2002年8月6日   | 風のクロノアG2 ドリームチャンプ・トーナメント                                                                 | ナムコ                                                   | 〇 |    | |                     |
| 2002年8月8日   | グレイテストナイン                                                                                            | セガ                                                     |    |    | 同名セガサターン用ソフトの移植版。 | [ 125 ]             |
| 2002年8月8日   | プロ野球チームをつくろう!アドバンス                                                                           | セガ                                                     |    |    | |                     |
| 2002年8月8日   | コンバットチョロQ アドバンス大作戦                                                                            | タカラ                                                   |    |    | |                     |
| 2002年8月9日   | ミッキーとミニーのマジカルクエスト                                                                            | 任天堂                                                   |    |    | | [ 127 ] [ 128 ]     |
| 2002年8月9日   | なかよしペットアドバンスシリーズ3 かわいい子猫                                                                | エム・ティー・オー                                       |    |    | |                     |
| 2002年8月10日  | ロックマン&フォルテ                                                                                           | カプコン                                                 | 〇 |    | 『ロックマン』シリーズの番外編。 | [ 48 ]              |
| 2002年8月23日  | 遙かなる時空の中で                                                                                            | コーエー                                                 |    |    | |                     |
| 2002年8月23日  | ミスタードリラーエース ふしぎなパクテリア                                                                     | ナムコ                                                   |    |    | |                     |
| 2002年8月29日  | 姫騎士物語 -Princess Blue-                                                                                    | トンキンハウス                                           |    |    | |                     |
| 2002年8月30日  | BLACK/MATRIX ZERO(ブラックマトリクス ゼロ)                                                                    | NECインターチャネル                                      |    |    | |                     |
| 2002年9月5日   | J.LEAGUE プロサッカークラブをつくろう!アドバンス                                                              | セガ                                                     |    |    | |                     |
| 2002年9月6日   | 伝説のスタフィー                                                                                              | 任天堂                                                   | 〇 |    | | [ 129 ]             |
| 2002年9月12日  | ズーキューブ                                                                                                  | アクレイムジャパン                                       |    |    | |                     |
| 2002年9月13日  | ギャラクシーエンジェル ゲームボーイアドバンス 盛りだくさん天使のフルコース おかわり自由                       | マーベラスエンターテイメント                             |    |    | |                     |
| 2002年9月20日  | スーパーマリオアドバンス3                                                                                     | 任天堂                                                   | 〇 |    | |                     |
| 2002年9月20日  | サムライエボリューション 桜国ガイスト                                                                         | エニックス                                               |    |    | |                     |
| 2002年9月26日  | エアフォースデルタII                                                                                          | コナミ                                                   |    |    | |                     |
| 2002年9月26日  | GROOVE ADVENTURE RAVE 〜光と闇の大決戦2〜                                                                     | コナミ                                                   |    |    | |                     |
| 2002年9月27日  | メタルガン・スリンガー                                                                                        | アットマーク                                             |    |    | |                     |
| 2002年9月27日  | ストリートファイターZERO3↑(アッパー)                                                                          | カプコン                                                 |    |    | 任天堂スペースワールド2001に出展した時点では2001年冬に発売される予定だった。 | [ 130 ]             |
| 2002年9月27日  | エッグマニア つかんで!まわして!どっすんぱず〜る!!                                                             | コトブキシステム                                         |    |    | | [ 131 ]             |
| 2002年9月27日  | ファンシーポケット                                                                                            | ジョルダン                                               |    |    | |                     |
| 2002年9月27日  | ちょびっツ for GAMEBOY ADVANCE アタシだけのヒト                                                               | マーベラスエンターテイメント                             |    |    | |                     |
| 2002年10月3日  | 南の海のオデッセイ                                                                                            | グローバル・A・エンタテインメント                        |    |    | |                     |
| 2002年10月4日  | なかよし幼稚園 すこやか園児育成ゲーム                                                                         | TDKコア                                                  |    |    | |                     |
| 2002年10月10日 | Jリーグ ウイニングイレブンアドバンス2002                                                                      | コナミ                                                   |    |    | |                     |
| 2002年10月17日 | コロッケ! 夢のバンカーサバイバル!                                                                             | コナミ                                                   |    |    | |                     |
| 2002年10月17日 | Silent Scope(サイレントスコープ)                                                                              | コナミ                                                   |    |    | 同名アーケードゲームの移植版。 | [ 117 ]             |
| 2002年10月18日 | 逆転裁判2 | カプコン                                                 |    |    | |                     |
| 2002年10月24日 | ボンバーマンジェッターズ〜伝説のボンバーマン〜                                                                | ハドソン                                                 |    |    | |                     |
| 2002年10月25日 | 星のカービィ 夢の泉デラックス                                                                                 | 任天堂                                                   | 〇 |    | |                     |
| 2002年10月25日 | Moto GP | エム・ティー・オー                                       |    |    | |                     |
| 2002年10月25日 | ベストプレープロ野球                                                                                          | エンターブレイン                                         |    |    | |                     |
| 2002年10月25日 | モンスターファームアドバンス2                                                                                 | テクモ                                                   |    |    | |                     |
| 2002年10月25日 | テイルズ オブ ザ ワールド なりきりダンジョン2                                                                 | ナムコ                                                   |    |    | |                     |
| 2002年10月25日 | デ・ジ・キャラット でじこミュニケーション                                                                     | ブロッコリー                                             |    |    | 2002年10月27日のイベント「～Broccoli The Live～ デ・ジ・キャラット&エンジェル隊コンサート in 横浜アリーナ」でスペシャルデータが配布され、12月1日より全国のゲーマーズなどでも配布された。 | [ 132 ] [ 133 ]     |
| 2002年10月25日 | カードパーティ                                                                                                | メディアカイト                                           |    |    | |                     |
| 2002年10月31日 | シルクとコットン                                                                                              | キキ                                                     |    |    | |                     |
| 2002年10月31日 | ビーストシューター めざせ闘獣王!                                                                              | コナミ                                                   |    |    | |                     |
| 2002年11月1日  | ファンタジックメルヘン ケーキ屋さん物語+動物キャラナビ占い 個性心理学                                         | カルチャーブレーン                                       |    |    | |                     |
| 2002年11月14日 | DAN DOH!! Xi                                                                                                  | ゲームビレッジ                                           |    |    | |                     |
| 2002年11月14日 | 魂斗羅ハードスピリッツ                                                                                        | コナミ                                                   |    |    | |                     |
| 2002年11月15日 | 真・女神転生デビルチルドレン 光の書                                                                           | アトラス                                                 |    |    | |                     |
| 2002年11月15日 | 真・女神転生デビルチルドレン 闇の書                                                                           | アトラス                                                 |    |    | |                     |
| 2002年11月15日 | スキャンハンター 千年怪魚を追え!                                                                              | パシフィック・センチュリー・サイバーワークス・ジャパン   |    |    | |                     |
| 2002年11月15日 | From TV animation ONE PIECE ナナツ島の大秘宝                                                                  | バンプレスト                                             |    |    | |                     |
| 2002年11月21日 | ポケットモンスター ルビー                                                                                     | ポケモン                                                 |    |    | |                     |
| 2002年11月21日 | ポケットモンスター サファイア                                                                                 | ポケモン                                                 |    |    | |                     |
| 2002年11月22日 | ドキドキクッキングシリーズ(1) こむぎちゃんのハッピーケーキ                                                    | エム・ティー・オー                                       |    |    | |                     |
| 2002年11月22日 | スーパーロボット大戦ORIGINAL GENERATION                                                                       | バンプレスト                                             |    |    | スーパーロボット大戦シリーズのうち、オリジナルキャラクターのみを中心とした作品 | [ 67 ] [ 134 ]      |
| 2002年11月23日 | ハリー・ポッターと秘密の部屋                                                                                  | エレクトロニック・アーツ・スクウェア                     |    |    | |                     |
| 2002年11月27日 | GREMLiNS Stripe VS Gizmo                                                                                      | ドリームキャッチャー・インタラクティブ(加)/LSP Games(仏) |    |    | |                     |
| 2002年11月28日 | K-1ポケットグランプリ2                                                                                        | コナミ                                                   |    |    | |                     |
| 2002年11月28日 | 実況ワールドサッカーポケット2                                                                                 | コナミ                                                   |    |    | |                     |
| 2002年11月28日 | チョロQアドバンス2                                                                                            | タカラ                                                   |    |    | |                     |
| 2002年11月29日 | 彼岸花 | アテナ                                                   |    |    | |                     |
| 2002年11月29日 | リトルバスターQ                                                                                               | トミー                                                   |    |    | |                     |
| 2002年12月5日  | バス釣りしようぜ! 〜トーナメントは戦略だ!〜                                                                   | コナミ                                                   |    |    | |                     |
| 2002年12月6日  | くるりんパラダイス                                                                                            | 任天堂                                                   | 〇 |    | |                     |
| 2002年12月6日  | シルバニアファミリー4 めぐる季節のタペストリー                                                                | エポック社                                               |    |    | |                     |
| 2002年12月6日  | ダービースタリオンアドバンス                                                                                  | エンターブレイン                                         |    |    | 『ダービースタリオン』シリーズ初の携帯ゲーム機向け作品。 | [ 135 ]             |
| 2002年12月6日  | バトルネットワーク ロックマンエグゼ3                                                                          | カプコン                                                 | 〇 |    | | [ 48 ]              |
| 2002年12月6日  | ウッディーウッドペッカー クレイジーキャッスル5                                                                | コトブキシステム                                         |    |    | |                     |
| 2002年12月6日  | バルダーダッシュEX                                                                                            | コトブキシステム                                         |    |    | PCゲーム『バルダーダッシュ』のアレンジ移植。 | [ 136 ]             |
| 2002年12月6日  | 志村けんのバカ殿様 爆笑天下統一ゲーム                                                                         | TDKコア                                                  |    |    | |                     |
| 2002年12月6日  | キン肉マンII世 正義超人への道                                                                                 | バンプレスト                                             |    |    | |                     |
| 2002年12月6日  | 爆転シュート ベイブレード2002 激戦!チームバトル!! 黄龍の章-ダイチ編-                                          | ブロッコリー                                             |    |    | ゲームボーイアドバンスにおけるベイブレードシリーズにおいて唯一2バージョン制が採用された作品。                                                                                            |                     |
| 2002年12月6日  | 爆転シュート ベイブレード2002 激戦!チームバトル!! 青龍の章-タカオ編-                                          | ブロッコリー                                             |    |    | ゲームボーイアドバンスにおけるベイブレードシリーズにおいて唯一2バージョン制が採用された作品。                                                                                            |                     |
| 2002年12月6日  | トゥームレイダー:プロフェシー                                                                                 | ラディック                                               |    |    | |                     |
| 2002年12月6日  | ユメミちゃんのなりたいシリーズ3 わたしのメイクサロン                                                          | キラット                                                 |    |    | |                     |
| 2002年12月12日 | はじめの一歩 THE FIGHTING!                                                                                    | ESP                                                      |    |    | 漫画『はじめの一歩』のゲーム化。 |                     |
| 2002年12月12日 | テニスの王子様 Aim at The Victory!                                                                            | コナミ                                                   |    |    | |                     |
| 2002年12月12日 | ミニモニ。 おねがい☆お星さま!                                                                                 | コナミ                                                   |    |    | |                     |
| 2002年12月13日 | マジャイネーション                                                                                            | エポック社                                               |    |    | 同名トレーディングカードゲームのデジタル化作品。 | [ 137 ] [ 138 ]     |
| 2002年12月13日 | アオ・ゾーラと仲間たち 夢の冒険                                                                               | エム・ティー・オー                                       |    |    | | [ 137 ] [ 139 ]     |
| 2002年12月13日 | シャーマンキング 超・占事略決3                                                                                | キングレコード                                           |    |    | | [ 137 ]             |
| 2002年12月13日 | モンスターメーカー4 キラーダイス                                                                              | サクセス                                                 |    |    | | [ 137 ]             |
| 2002年12月13日 | モンスターメーカー4 フラッシュカード                                                                          | サクセス                                                 |    |    | | [ 137 ]             |
| 2002年12月13日 | 犬っこ倶楽部 〜福丸の大冒険〜                                                                                 | ジョルダン                                               |    |    | | [ 137 ]             |
| 2002年12月13日 | チョコボランド A Game Of Dice                                                                                 | スクウェア                                               | 〇 |    | 『ファイナルファンタジー』シリーズの登場キャラクター・チョコボを題材とした作品。 | [ 140 ]             |
| 2002年12月13日 | クロノアヒーローズ 伝説のスターメダル                                                                         | ナムコ                                                   |    |    | | [ 137 ]             |
| 2002年12月13日 | ダライアスR                                                                                                   | パシフィック・センチュリー・サイバーワークス・ジャパン   |    |    | | [ 137 ]             |
| 2002年12月19日 | ディズニースポーツ:バスケットボール                                                                           | コナミ                                                   |    |    | |                     |
| 2002年12月19日 | わがまま☆フェアリー ミルモでポン! 〜黄金マラカスの伝説〜                                                      | コナミ                                                   |    |    | |                     |
| 2002年12月19日 | セガラリー | セガ                                                     |    |    | |                     |
| 2002年12月19日 | ソニックアドバンス2                                                                                           | セガ                                                     | 〇 |    | |                     |
| 2002年12月19日 | ボボボーボ・ボーボボ 奥義87.5 (ハナゲー) 爆烈鼻毛真拳                                                         | ハドソン                                                 |    |    | |                     |
| 2002年12月20日 | おしゃれプリンセス2+動物キャラナビ占い 個性心理学                                                             | カルチャーブレーン                                       |    |    | |                     |
| 2002年12月20日 | まんが家デビュー物語 〜お絵描きソフト&まんが家育成ゲーム!〜                                                   | TDKコア                                                  |    |    | |                     |
| 2002年12月20日 | 宇宙大作戦チョコベーダー ウチュウからの侵略者                                                                 | ナムコ                                                   |    |    | [ 141 ] |                     |
| 2002年12月20日 | 闘魂ヒート | パシフィック・センチュリー・サイバーワークス・ジャパン   |    |    | |                     |
| 2002年12月20日 | エレベーターアクション OLD&NEW                                                                                | メディアカイト                                           |    |    | |                     |
| 2002年12月20日 | アクロバットキッズ                                                                                            | メトロ・スリーディジャパン                               |    |    | |                     |
| 2002年12月24日 | ハムスター物語3GBA                                                                                            | カルチャーブレーン                                       |    |    | |                     |
| 2002年12月25日 | デュアルブレード                                                                                              | メトロ・スリーディジャパン                               |    |    | |                     |
| 2002年12月26日 | スパイロ アドバンス                                                                                           | コナミ                                                   |    |    | |                     |
| 2002年12月27日 | 全日本少年サッカー大会2 めざせ日本一!                                                                         | サクセス                                                 |    |    | |                     |
| 2002年12月27日 | SAMURAI DEEPER KYO                                                                                            | マーベラスエンターテイメント                             |    |    | 北米では2008年2月12日に発売されており、現地における最後のゲームボーイアドバンス用ソフトとなった                                                                                          | [ 142 ]             |
| 2003年1月1日   | きせっこぐるみぃ チェスティとぬいぐるみたちの魔法の冒険                                                       | エム・ティー・オー                                       |    |    | |                     |
| 2003年1月1日   | THE KING OF FIGHTERS EX2 Howling Blood                                                                        | マーベラスエンターテイメント                             |    |    | 『THE KING OF FIGHTERS EX ～NEO BLOOD～』の続編。 |                     |
| 2003年1月3日   | エレミックス!                                                                                                 | シムス                                                   |    |    | |                     |
| 2003年1月9日   | 不思議の国のアリス                                                                                            | グローバル・A・エンタテインメント                        |    |    | 同名文学のゲーム化。 |                     |
| 2003年1月9日   | ことばのパズル もじぴったん アドバンス                                                                        | ナムコ                                                   |    |    | アーケードゲーム『ことばのパズル もじぴったん』の移植版。 |                     |
| 2003年1月16日  | ディズニースポーツ:スノーボーディング                                                                         | コナミ                                                   |    |    | |                     |
| 2003年1月16日  | ムゲンボーグ                                                                                                  | コナミ                                                   |    |    | 同名漫画のゲーム化 | [ 146 ]             |
| 2003年1月23日  | 犬夜叉 奈落の罠! 迷いの森の招待状                                                                             | エイベックス                                             |    |    | |                     |
| 2003年1月23日  | パワプロクンポケット5                                                                                         | コナミ                                                   |    |    | |                     |
| 2003年1月24日  | マリー、エリー&アニスのアトリエ 〜そよ風からの伝言〜                                                          | バンプレスト                                             |    |    | |                     |
| 2003年2月13日  | ディズニースポーツ:モトクロス                                                                                 | コナミ                                                   |    |    | |                     |
| 2003年2月14日  | メトロイドフュージョン                                                                                        | 任天堂                                                   | 〇 |    | ゲームボーイアドバンスSP本体と同時発売。 |                     |
| 2003年2月14日  | ロード・オブ・ザ・リング 二つの塔                                                                             | エレクトロニック・アーツ・スクウェア                     |    |    | |                     |
| 2003年2月14日  | ファイナルファンタジータクティクスアドバンス                                                                  | スクウェア                                               | 〇 |    | 『ファイナルファンタジー』シリーズの1作品 |                     |
| 2003年2月20日  | テニスの王子様2003 COOLBLUE                                                                                   | コナミ                                                   |    |    | |                     |
| 2003年2月20日  | テニスの王子様2003 PASSIONRED                                                                                 | コナミ                                                   |    |    | |                     |
| 2003年2月21日  | ロードランナー                                                                                                | サクセス                                                 |    |    | 同名作品のゲームボーイアドバンス版。 |                     |
| 2003年2月27日  | 戦国革命外伝                                                                                                  | コナミ                                                   |    |    | |                     |
| 2003年2月27日  | ホイッスル! 第37回東京都中学校総合体育サッカー大会                                                            | コナミ                                                   |    |    | |                     |
| 2003年3月7日   | テイルズ オブ ザ ワールド 〜サモナーズ リネージ〜                                                             | ナムコ                                                   |    |    | |                     |
| 2003年3月14日  | ゼルダの伝説 神々のトライフォース&4つの剣                                                                     | 任天堂                                                   |    |    | 「4つの剣」はカプコンが制作した。 |                     |
| 2003年3月14日  | ドキドキクッキングシリーズ(2) グルメキッチン ステキなお弁当                                                   | エム・ティー・オー                                       |    |    | |                     |
| 2003年3月20日  | 激闘伝説ノア ドリームマネージメント                                                                           | ゲームビレッジ                                           |    |    | |                     |
| 2003年3月20日  | GetBackers奪還屋 メトロポリス奪還作戦!                                                                        | コナミ                                                   |    |    | ゲームボーイにおける『GetBackers-奪還屋-』第2弾。 |                     |
| 2003年3月20日  | 遊☆戯☆王デュエルモンスターズ8 破滅の大邪神                                                                    | コナミ                                                   |    |    | |                     |
| 2003年3月20日  | SIMPLE2960ともだちシリーズ Vol.1 THE テーブルゲームコレクション 〜麻雀・将棋・花札・リバーシ〜                | ディースリー・パブリッシャー                             |    |    | 「SIMPLE2960ともだちシリーズ」の第1弾。 |                     |
| 2003年3月20日  | SIMPLE2960ともだちシリーズ Vol.2 THE ブロックくずし                                                           | ディースリー・パブリッシャー                             |    |    | バックアップ機能つき |                     |
| 2003年3月20日  | シスター・プリンセス 〜リピュア〜                                                                             | マーベラスエンターテイメント                             |    |    | |                     |
| 2003年3月21日  | メイド イン ワリオ                                                                                            | 任天堂                                                   | 〇 | 〇 | |                     |
| 2003年3月28日  | 真・女神転生                                                                                                  | アトラス                                                 |    |    | |                     |
| 2003年3月28日  | ダンシングソード 閃光                                                                                         | エム・ティー・オー                                       |    |    | |                     |
| 2003年3月28日  | バトルネットワーク ロックマンエグゼ3 BLACK                                                                    | カプコン                                                 | 〇 |    | [ 48 ] |                     |
| 2003年3月28日  | パズル&探偵コレクション                                                                                       | カルチャーブレーン                                       |    |    | |                     |
| 2003年3月28日  | From TV animation ONE PIECE めざせ!キングオブベリー                                                           | バンプレスト                                             |    |    | |                     |
| 2003年3月29日  | ドラゴンクエストモンスターズ キャラバンハート                                                                 | エニックス                                               |    |    | |                     |
| 2003年4月17日  | 遊☆戯☆王デュエルモンスターズ インターナショナル ワールドワイドエディション                                    | コナミ                                                   |    |    | |                     |
| 2003年4月18日  | エンジェルコレクション めざせ!学園のファッションリーダー                                                      | エム・ティー・オー                                       |    |    | |                     |
| 2003年4月18日  | ゾイドサーガII                                                                                                | トミー                                                   |    |    | 初回生産特典あり |                     |
| 2003年4月18日  | メダロット弐CORE カブト                                                                                       | ナツメ                                                   |    |    | |                     |
| 2003年4月18日  | メダロット弐CORE クワガタ                                                                                     | ナツメ                                                   |    |    | |                     |
| 2003年4月18日  | 牧場物語 ミネラルタウンのなかまたち                                                                           | ビクターインタラクティブソフトウェア                     |    |    | |                     |
| 2003年4月24日  | 魔法のパンプキン アンとグレッグの大冒険                                                                       | エム・ティー・オー                                       |    |    | |                     |
| 2003年4月24日  | HUNTER×HUNTER みんな友だち大作戦!!                                                                            | コナミ                                                   |    |    | |                     |
| 2003年4月24日  | 冒険遊記プラスターワールド 伝説のプラストゲート                                                               | タカラ                                                   |    |    | |                     |
| 2003年4月24日  | 冒険遊記プラスターワールド プラストオンGP                                                                     | タカラ                                                   |    |    | |                     |
| 2003年4月24日  | ZERO ONE | フウキ                                                   |    |    | |                     |
| 2003年4月25日  | ファイアーエムブレム 烈火の剣                                                                                 | 任天堂                                                   | 〇 |    | 『ファイアーエムブレム 封印の剣』の前日譚。 | [ 111 ]             |
| 2003年4月25日  | RPGツクール アドバンス                                                                                        | エンターブレイン                                         |    |    | |                     |
| 2003年4月25日  | あずまんが大王アドバンス                                                                                      | キングレコード                                           |    |    | |                     |
| 2003年4月25日  | サモンナイト クラフトソード物語                                                                               | バンプレスト                                             |    |    | |                     |
| 2003年5月1日   | NARUTO -ナルト- 忍術全開! 最強忍者 大結集                                                                     | トミー                                                   |    |    | 日本国外においては"NARUTO NINJA COUNCIL"という題名で発売されており、トミーの国外向けゲームソフト販売事業の参入作の一つにあたる。                                                         | [ 155 ]             |
| 2003年5月2日   | ロックマンゼロ2                                                                                               | カプコン                                                 |    |    | | [ 48 ]              |
| 2003年5月8日   | キャッスルヴァニア 暁月の円舞曲                                                                               | コナミ                                                   | 〇 |    | |                     |
| 2003年5月23日  | とっとこハム太郎4 にじいろ大行進でちゅ                                                                        | 任天堂                                                   |    |    | |                     |
| 2003年5月23日  | ハムスター物語コレクション                                                                                    | カルチャーブレーン                                       |    |    | |                     |
| 2003年6月5日   | フロッガー 魔法の国の大冒険                                                                                   | コナミ                                                   |    |    | |                     |
| 2003年6月12日  | モンスターゲート 大いなるダンジョン 〜封印のオーブ〜                                                          | コナミ                                                   |    |    | |                     |
| 2003年6月20日  | MOTHER1+2 | 任天堂                                                   |    |    | |                     |
| 2003年6月20日  | メタルマックス2 改                                                                                            | ナウプロダクション                                       |    |    | |                     |
| 2003年6月27日  | みんなの飼育シリーズ ぼくのカブト・クワガタ                                                                   | エム・ティー・オー                                       |    |    | |                     |
| 2003年7月4日   | ハチエモン | ナムコ                                                   |    |    | |                     |
| 2003年7月11日  | スーパーマリオアドバンス4                                                                                     | 任天堂                                                   | 〇 | 〇 | カードe+対応。ゲームボーイプレーヤー両対応ソフト |                     |
| 2003年7月11日  | ハムスターパラダイス ピュアハート                                                                             | アトラス                                                 |    |    | |                     |
| 2003年7月11日  | なかよしペットアドバンスシリーズ4 かわいい仔犬ミニ わんこと遊ぼう!! 小型犬                                    | エム・ティー・オー                                       |    |    | |                     |
| 2003年7月11日  | GET! ボクのムシつかまえて                                                                                     | コトブキシステム                                         |    |    | |                     |
| 2003年7月17日  | コロッケ!2 闇のバンクとバン女王                                                                               | コナミ                                                   |    |    | |                     |
| 2003年7月17日  | ボクらの太陽                                                                                                  | コナミ                                                   |    |    | ボクらの太陽シリーズ第1弾。 |                     |
| 2003年7月17日  | ソニックピンボールパーティー                                                                                  | セガ                                                     |    |    | ソニックシリーズほか複数作品のキャラクターが登場するデジタルピンボール。 |                     |
| 2003年7月18日  | ミッキーとミニーのマジカルクエスト2                                                                           | カプコン                                                 |    |    | |                     |
| 2003年7月18日  | ハムスター倶楽部4 しげっち大脱走                                                                              | ジョルダン                                               |    |    | |                     |
| 2003年7月18日  | サイバードライブゾイド 機獣の戦士ヒュウ                                                                       | トミー                                                   |    |    | 赤外線通信アダプタによるゾイドの操作が可能。 |                     |
| 2003年7月18日  | ドラゴンドライブ ワールドDブレイク                                                                            | バンプレスト                                             |    |    | |                     |
| 2003年7月19日  | ジュラシック・パーク インスティテュート ツアー ダイナソーレスキュー                                           | ロケットカンパニー                                       |    |    | 2003年7月19日から10月26日まで、国立代々木競技場オリンピックプラザ特設会場で開催されたイベント『ジュラシック・パーク・インスティテュートツアー』で限定販売された。                        |                     |
| 2003年7月24日  | シャイニング・ソウルII                                                                                        | セガ                                                     |    |    | |                     |
| 2003年7月25日  | 真・女神転生 デビルチルドレン パズルdeコール!                                                                 | アトラス                                                 |    |    | |                     |
| 2003年7月25日  | Onimusha Tactics                                                                                              | カプコン                                                 |    |    | |                     |
| 2003年7月25日  | トップギア・ラリーSP                                                                                          | コトブキシステム                                         |    |    | |                     |
| 2003年7月25日  | わんニャンどうぶつ病院 〜☆動物のお医者さん育成ゲーム☆〜                                                       | TDKコア                                                  |    |    | |                     |
| 2003年7月25日  | 名探偵コナン 〜狙われた探偵〜                                                                                 | バンプレスト                                             |    |    | |                     |
| 2003年8月1日   | ポケモンピンボール ルビー&サファイア                                                                          | ポケモン                                                 | 〇 |    | 『ポケモンピンボール』の後継作 ゲームボーイプレーヤー両対応ソフト |                     |
| 2003年8月1日   | アラジン | カプコン                                                 |    |    | |                     |
| 2003年8月1日   | 仔犬といっしょ 〜愛情物語〜                                                                                   | カルチャーブレーン                                       |    |    | |                     |
| 2003年8月1日   | 幻想魔伝最遊記 〜叛逆の闘神太子〜                                                                             | デジタルキッズ                                           |    |    | |                     |
| 2003年8月1日   | テイルズ オブ ファンタジア                                                                                    | ナムコ                                                   |    |    | |                     |
| 2003年8月7日   | デュエル・マスターズ                                                                                          | タカラ                                                   |    |    | |                     |
| 2003年8月7日   | ボボボーボ・ボーボボ マジで!!?真拳勝負                                                                        | ハドソン                                                 |    |    | |                     |
| 2003年8月8日   | ロックマンエグゼ バトルチップGP                                                                               | カプコン                                                 | 〇 |    | [ 48 ] |                     |
| 2003年8月8日   | スーパーロボット大戦D                                                                                         | バンプレスト                                             |    |    | [ 67 ] |                     |
| 2003年8月8日   | どうぶつ島のチョビぐるみ                                                                                      | ロケットカンパニー                                       |    |    | |                     |
| 2003年8月29日  | おしゃれプリンセス3                                                                                           | カルチャーブレーン                                       |    |    | |                     |
| 2003年8月29日  | 新約 聖剣伝説                                                                                                 | スクウェア・エニックス                                   |    |    | |                     |
| 2003年9月4日   | GetBackers奪還屋 邪眼封印!                                                                                    | コナミ                                                   |    |    | |                     |
| 2003年9月5日   | 伝説のスタフィー2                                                                                             | 任天堂                                                   | 〇 |    | |                     |
| 2003年9月5日   | おじゃる丸 月光町さんぽでおじゃる                                                                             | エム・ティー・オー                                       |    |    | |                     |
| 2003年9月5日   | 新きせかえ物語                                                                                                | マーベラスインタラクティブ                               |    |    | |                     |
| 2003年9月11日  | わがまま☆フェアリー ミルモでポン! 対戦まほうだま                                                              | コナミ                                                   |    |    | |                     |
| 2003年9月12日  | 真・女神転生 デビルチルドレン 氷の書                                                                          | アトラス                                                 |    |    | |                     |
| 2003年9月12日  | 真・女神転生 デビルチルドレン 炎の書                                                                          | アトラス                                                 |    |    | |                     |
| 2003年9月12日  | NARUTO -ナルト- 木ノ葉戦記                                                                                    | トミー                                                   |    |    | |                     |
| 2003年9月18日  | 探偵学園Q 名探偵はキミだ!                                                                                     | コナミ                                                   |    |    | |                     |
| 2003年9月26日  | 真・女神転生II                                                                                                | アトラス                                                 |    |    | |                     |
| 2003年9月26日  | かわいいペットゲームギャラリー                                                                                | カルチャーブレーン                                       |    |    | |                     |
| 2003年9月26日  | 絶体絶命でんぢゃらすじーさん 〜史上最強の土下座〜                                                             | キッズステーション                                       |    |    | |                     |
| 2003年9月26日  | バトル×バトル 〜巨大魚伝説〜                                                                                  | スターフィッシュ                                         |    |    | |                     |
| 2003年10月9日  | マーメイドメロディー ぴちぴちピッチ                                                                           | コナミ                                                   |    |    | |                     |
| 2003年10月16日 | 魔探偵ロキRAGNAROK 〜幻想のラビリンス〜                                                                       | J・ウイング                                              |    |    | |                     |
| 2003年10月16日 | ボンバーマンジェッターズ ゲームコレクション                                                                   | ハドソン                                                 |    |    | |                     |
| 2003年10月24日 | オリエンタルブルー -青の天外-                                                                                 | 任天堂                                                   |    |    | |                     |
| 2003年10月24日 | レジェンドオブダイナミック 豪翔伝 崩界の輪舞曲                                                                | バンプレスト                                             |    |    | |                     |
| 2003年10月31日 | みんなのソフトシリーズ みんなの麻雀                                                                           | エム・ティー・オー                                       |    |    | |                     |
| 2003年10月31日 | みんなのソフトシリーズ 上海                                                                                   | サクセス                                                 |    |    | |                     |
| 2003年10月31日 | みんなのソフトシリーズ ZOOO                                                                                   | サクセス                                                 |    |    | |                     |
| 2003年11月1日  | サンリオピューロランド オールキャラクターズ                                                                   | トミー                                                   |    |    | |                     |
| 2003年11月13日 | ハリー・ポッター クィディッチ ワールドカップ                                                                  | エレクトロニック・アーツ                                 |    |    | |                     |
| 2003年11月14日 | スライムもりもりドラゴンクエスト 衝撃のしっぽ団                                                               | スクウェア・エニックス                                   |    |    | ドラゴンクエストシリーズに登場するスライムを主役とした作品。 ゲームボーイプレーヤー両対応ソフト                                                                                          |                     |
| 2003年11月14日 | こいぬちゃんのはじめてのおさんぽ 子犬のこころ育成ゲーム                                                       | TDKコア                                                  |    |    | |                     |
| 2003年11月21日 | マリオ&ルイージRPG                                                                                            | 任天堂                                                   | 〇 | 〇 | ゲームボーイプレーヤー両対応ソフト |                     |
| 2003年11月21日 | みんなのソフトシリーズ ひょっこりひょうたん島 ドン・ガバチョ大活躍の巻                                        | エム・ティー・オー                                       |    |    | |                     |
| 2003年11月21日 | ミッキーとドナルドのマジカルクエスト3                                                                         | カプコン                                                 |    |    | |                     |
| 2003年11月21日 | パズにん 〜うみにんのパズルでにむ〜                                                                           | メトロ・スリーディジャパン                               |    |    | キャラクター・うみにんを題材とした作品。 |                     |
| 2003年11月27日 | SDガンダム Gジェネレーション ADVANCE                                                                          | バンダイ                                                 |    |    | |                     |
| 2003年11月28日 | F-ZERO ファルコン伝説                                                                                         | 任天堂                                                   | 〇 |    | |                     |
| 2003年11月28日 | ハムスター物語3EX、4、スペシャル                                                                              | カルチャーブレーン                                       |    |    | |                     |
| 2003年11月28日 | みんなのソフトシリーズ テトリス アドバンス                                                                    | サクセス                                                 |    |    | |                     |
| 2003年12月4日  | あしたのジョー まっ赤に燃え上がれ!                                                                            | コナミ                                                   |    |    | |                     |
| 2003年12月4日  | クラッシュ・バンディクー アドバンス2 ぐるぐるさいみん大パニック!?                                             | コナミ                                                   |    |    | |                     |
| 2003年12月4日  | パワプロクンポケット6                                                                                         | コナミ                                                   |    |    | |                     |
| 2003年12月4日  | みんなの王子様                                                                                                | コナミ                                                   |    |    | |                     |
| 2003年12月4日  | ソニックバトル                                                                                                | セガ                                                     |    |    | |                     |
| 2003年12月4日  | 冒険遊記プラスターワールド 伝説のプラストゲートEX                                                             | タカラ                                                   |    |    | |                     |
| 2003年12月5日  | シナモロール ここにいるよ                                                                                     | イマジニア                                               |    |    | |                     |
| 2003年12月5日  | シルバニアファミリー 妖精のステッキとふしぎの木 マロンイヌの女の子                                            | エポック社                                               |    |    | |                     |
| 2003年12月5日  | 学園戦記ムリョウ                                                                                              | エム・ティー・オー                                       |    |    | |                     |
| 2003年12月5日  | ガチャステ! ダイナデバイス2 ドラゴン                                                                          | ロケットカンパニー                                       |    |    | |                     |
| 2003年12月5日  | ガチャステ! ダイナデバイス2 フェニックス                                                                      | ロケットカンパニー                                       |    |    | |                     |
| 2003年12月6日  | ファインディング・ニモ                                                                                        | ユークス                                                 |    |    | |                     |
| 2003年12月11日 | ゴジラ怪獣大乱闘 アドバンス                                                                                   | アタリ                                                   |    |    | |                     |
| 2003年12月11日 | コロッケ!3 グラニュー王国の謎                                                                                 | コナミ                                                   |    |    | |                     |
| 2003年12月11日 | ゲゲゲの鬼太郎 危機一髪!妖怪列島                                                                              | コナミ                                                   |    |    | |                     |
| 2003年12月11日 | わがまま☆フェアリー ミルモでポン! 8人の時の妖精                                                               | コナミ                                                   |    |    | |                     |
| 2003年12月12日 | スーパードンキーコング                                                                                        | 任天堂                                                   |    |    | 同名スーパーファミコン用ソフトの移植版 |                     |
| 2003年12月12日 | ロックマンエグゼ4 トーナメント ブルームーン                                                                   | カプコン                                                 | 〇 |    | [ 48 ] |                     |
| 2003年12月12日 | ロックマンエグゼ4 トーナメント レッドサン                                                                     | カプコン                                                 | 〇 |    | [ 48 ] |                     |
| 2003年12月12日 | カードキャプターさくら さくらカードdeミニゲーム                                                               | TDKコア                                                  |    |    | |                     |
| 2003年12月12日 | ピカピカナース物語 はつらつナース育成ゲーム                                                                   | TDKコア                                                  |    |    | |                     |
| 2003年12月12日 | 金色のガッシュベル!! うなれ!友情の電撃                                                                        | バンプレスト                                             |    |    | |                     |
| 2003年12月12日 | 牧場物語 ミネラルタウンのなかまたち For ガール                                                                | マーベラスインタラクティブ                               |    |    | |                     |
| 2003年12月18日 | メダル オブ オナー アドバンス                                                                                 | エレクトロニック・アーツ                                 |    |    | |                     |
| 2003年12月18日 | マーメイドメロディー ぴちぴちピッチ ぴちぴちパーティー                                                        | コナミ                                                   |    |    | |                     |
| 2003年12月18日 | ASTRO BOY 鉄腕アトム アトムハートの秘密                                                                       | セガ                                                     |    |    | |                     |
| 2003年12月18日 | SIMPLE2960ともだちシリーズ Vol.3 THE いつでもパズル 〜まっすぐ揃えてストローズ〜                              | ディースリー・パブリッシャー                             |    |    | |                     |
| 2003年12月18日 | SIMPLE2960ともだちシリーズ Vol.4 THE トランプ 〜みんなで遊べる12種類のトランプゲーム〜                        | ディースリー・パブリッシャー                             |    |    | |                     |
| 2003年12月19日 | お茶犬の部屋                                                                                                  | エム・ティー・オー                                       |    |    | |                     |
| 2003年12月19日 | わんわん名探偵                                                                                                | カルチャーブレーン                                       |    |    | |                     |
| 2003年12月30日 | 魔女っ子クリームちゃんのごっこシリーズ(1) わんにゃんアイドル学園                                              | カルチャーブレーン                                       |    |    | |                     |
| 2004年1月8日   | ロード・オブ・ザ・リング 王の帰還                                                                             | エレクトロニック・アーツ                                 |    |    | |                     |
| 2004年1月22日  | ザ・シムズ | エレクトロニック・アーツ                                 |    |    | シムシリーズの1作品 |                     |
| 2004年1月23日  | 逆転裁判3 | カプコン                                                 |    |    | |                     |
| 2004年1月29日  | ポケットモンスター ファイアレッド                                                                             | ポケモン                                                 |    |    | 『ポケットモンスター 赤』のリメイク。 |                     |
| 2004年1月29日  | ポケットモンスター リーフグリーン                                                                             | ポケモン                                                 |    |    | 『ポケットモンスター 緑』のリメイク。 |                     |
| 2004年2月5日   | 遊☆戯☆王デュエルモンスターズ エキスパート3                                                                    | コナミ                                                   |    |    | |                     |
| 2004年2月11日  | 007 エブリシング オア ナッシング                                                                              | エレクトロニック・アーツ                                 |    |    | |                     |
| 2004年2月12日  | リリパット王国 〜リリモニといっしょプニ!〜                                                                    | セガ                                                     |    |    | |                     |
| 2004年2月14日  | ファミコンミニ                                                                                                | 任天堂                                                   |    |    | 「スーパーマリオブラザーズ」をはじめとするファミリーコンピュータ用ソフト10作品を収録 |                     |
| 2004年3月4日   | 探偵学園Q 究極トリックに挑め!                                                                                 | コナミ                                                   |    |    | |                     |
| 2004年3月5日   | ダウンタウン熱血物語ex                                                                                        | アトラス                                                 |    |    | |                     |
| 2004年3月5日   | ダブルドラゴン アドバンス                                                                                     | アトラス                                                 |    |    | |                     |
| 2004年3月5日   | おしゃれワンコ                                                                                                | エム・ティー・オー                                       |    |    | |                     |
| 2004年3月5日   | 対決!ウルトラヒーロー                                                                                         | ジョルダン                                               |    |    | |                     |
| 2004年3月11日  | ONE PIECE ゴーイングベースボール                                                                              | バンダイ                                                 |    |    | 漫画『ONE PIECE』を題材とした野球ゲーム |                     |
| 2004年3月18日  | 絶体絶命でんぢゃらすじーさん〜泣きの1回 絶対服従ばいおれんす校長〜ワガハイが1番えらいんじゃい!!〜             | キッズステーション                                       |    |    | |                     |
| 2004年3月18日  | テニスの王子様2004 GLORIOUS GOLD                                                                              | コナミ                                                   |    |    | |                     |
| 2004年3月18日  | テニスの王子様2004 STYLISH SILVER                                                                             | コナミ                                                   |    |    | |                     |
| 2004年3月18日  | マーメイドメロディー ぴちぴちピッチ ぴちぴちっとライブスタート!                                               | コナミ                                                   |    |    | |                     |
| 2004年3月18日  | 遊☆戯☆王 双六のスゴロク                                                                                       | コナミ                                                   |    |    | |                     |
| 2004年3月18日  | デュエル・マスターズ2 インビンシブル・アドバンス                                                              | タカラ                                                   |    |    | |                     |
| 2004年3月25日  | 魔女っ子クリームちゃんのごっこシリーズ(2) きせかえエンジェル                                                  | カルチャーブレーン                                       |    |    | |                     |
| 2004年3月25日  | ボボボーボ・ボーボボ 9極戦士ギャグ融合                                                                        | ハドソン                                                 |    |    | |                     |
| 2004年3月26日  | あかちゃんどうぶつ園 動物のあかちゃん飼育係育成ゲーム                                                         | TDKコア                                                  |    |    | |                     |
| 2004年3月26日  | 鋼の錬金術師 迷走の輪舞曲                                                                                     | バンダイ                                                 |    |    | |                     |
| 2004年3月26日  | ドラゴンボールZ 舞空闘劇                                                                                      | バンプレスト                                             |    |    | |                     |
| 2004年3月26日  | ぷくぷく天然かいらんばん 恋のキューピッド大作戦                                                               | マーベラスインタラクティブ                               |    |    | 『ぷくぷく天然かいらんばん』の続編 |                     |
| 2004年3月26日  | リカちゃんのおしゃれ日記                                                                                      | マーベラスインタラクティブ                               |    |    | |                     |
| 2004年4月1日   | デジモンレーシング                                                                                            | バンダイ                                                 |    |    | |                     |
| 2004年4月1日   | 東京魔人學園符咒封録                                                                                          | マーベラスインタラクティブ                               |    |    | 同名ワンダースワン用ソフトのリメイク |                     |
| 2004年4月2日   | 仔犬といっしょ2 〜あ・い・じ・ょ・う ものがたり〜                                                             | カルチャーブレーン                                       |    |    | |                     |
| 2004年4月15日  | 星のカービィ 鏡の大迷宮                                                                                       | 任天堂                                                   | 〇 |    | |                     |
| 2004年4月16日  | クレヨンしんちゃん 嵐を呼ぶ シネマランドの大冒険!                                                             | バンプレスト                                             |    |    | |                     |
| 2004年4月22日  | マリオゴルフ GBAツアー                                                                                        | 任天堂                                                   | 〇 |    | |                     |
| 2004年4月22日  | シレン・モンスターズ ネットサル                                                                               | チュンソフト                                             |    |    | 『風来のシレン』シリーズに登場するモンスターたちを題材としたフットサル作品。 |                     |
| 2004年4月23日  | Piaキャロットへようこそ!!3.3                                                                                  | NECインターチャネル                                      |    |    | |                     |
| 2004年4月23日  | カードキャプターさくら さくらカード編 〜さくらとカードとおともだち〜                                          | エム・ティー・オー                                       |    |    | テレビアニメ『カードキャプターさくら』のゲーム化で、後半のシナリオ「さくらカード編」をもとにしている。                                                                                   |                     |
| 2004年4月23日  | ロックマンゼロ3                                                                                               | カプコン                                                 |    |    | [ 48 ] |                     |
| 2004年4月23日  | 宇宙のステルヴィア                                                                                            | キングレコード                                           |    |    | 同名テレビアニメのゲーム化。 |                     |
| 2004年4月29日  | ピューと吹く!ジャガー ビョ〜と出る!メガネくん                                                                 | コナミ                                                   |    |    | |                     |
| 2004年4月29日  | NARUTO -ナルト- 最強忍者 大結集2                                                                              | トミー                                                   |    |    | |                     |
| 2004年4月29日  | ミッキーのポケットリゾート                                                                                    | トミー                                                   |    |    | |                     |
| 2004年4月29日  | SFアドベンチャー ZERO ONE SP                                                                                  | フウキ                                                   |    |    | |                     |
| 2004年5月13日  | 鋼鉄帝国 from HOT・B                                                                                          | スターフィッシュ                                         |    |    | |                     |
| 2004年5月13日  | 機動戦士ガンダムSEED 友と君と戦場で。                                                                         | バンダイ                                                 |    |    | |                     |
| 2004年5月21日  | ファミコンミニ 第2弾                                                                                          | 任天堂                                                   |    |    | 『マリオブラザーズ』をはじめとするファミリーコンピュータ用ソフト10作品を収録。 |                     |
| 2004年5月27日  | メトロイド ゼロミッション                                                                                     | 任天堂                                                   | 〇 |    | ディスクシステム用ソフト『メトロイド』のリメイク版 |                     |
| 2004年5月27日  | じゃじゃ丸Jr.伝承記 ジャレコレもあり候                                                                        | ジャレコ                                                 |    |    | 新規タイトル『じゃじゃ丸Jr.伝承記』および、『忍者じゃじゃ丸くん』ほかファミリーコンピュータ用ソフト5作品を収録。                                                                         |                     |
| 2004年6月10日  | マリオvs.ドンキーコング                                                                                       | 任天堂                                                   | 〇 |    | |                     |
| 2004年6月17日  | フロッガー 古代文明のなぞ                                                                                     | コナミ                                                   |    |    | |                     |
| 2004年6月17日  | ソニックアドバンス3                                                                                           | セガ                                                     | 〇 |    | |                     |
| 2004年6月24日  | スーパーチャイニーズ1・2 アドバンス                                                                           | カルチャーブレーン                                       |    |    | |                     |
| 2004年6月24日  | ドラゴンクエスト・キャラクターズ トルネコの大冒険3アドバンス 不思議のダンジョン                               | スクウェア・エニックス                                   |    |    | PlayStation 2用ソフト『トルネコの大冒険3 ～不思議のダンジョン～』の移植版 |                     |
| 2004年6月24日  | BBボール | ミコット・エンド・バサラ                                 |    |    | |                     |
| 2004年6月25日  | ワンコでくるりん! ワンクル                                                                                    | エム・ティー・オー                                       |    |    | |                     |
| 2004年6月26日  | ハリー・ポッターとアズカバンの囚人                                                                            | エレクトロニック・アーツ                                 |    |    | 同名小説のゲーム化。 |                     |
| 2004年7月1日   | スーパードンキーコング2                                                                                       | 任天堂                                                   |    |    | |                     |
| 2004年7月15日  | とっとこハム太郎 ハムハムスポーツ                                                                             | 任天堂                                                   |    |    | |                     |
| 2004年7月15日  | モンスターサマナー                                                                                            | アーテイン                                               |    |    | |                     |
| 2004年7月15日  | わがまま☆フェアリー ミルモでポン! 夢のカケラ                                                                  | コナミ                                                   |    |    | |                     |
| 2004年7月15日  | かいけつゾロリとまほうのゆうえんち お姫さまをすくえ!                                                          | バンダイ                                                 |    |    | |                     |
| 2004年7月15日  | でじこミュニケーション2（にょ）打倒! ブラックゲマゲマ団                                                       | ブロッコリー                                             |    |    | |                     |
| 2004年7月16日  | 絶体絶命でんぢゃらすじーさん痛〜怒りのおしおきブルース〜                                                      | キッズステーション                                       |    |    | |                     |
| 2004年7月16日  | 金色のガッシュベル!! 魔界のブックマーク                                                                       | バンプレスト                                             |    |    | |                     |
| 2004年7月22日  | Get Ride! アムドライバー 閃光のヒーロー誕生!                                                                  | コナミ                                                   |    |    | |                     |
| 2004年7月22日  | コロッケ!4 バンクの森の守護神                                                                                 | コナミ                                                   |    |    | |                     |
| 2004年7月22日  | 続・ボクらの太陽 太陽少年ジャンゴ                                                                             | コナミ                                                   |    |    | 『ボクらの太陽』の続編 |                     |
| 2004年7月22日  | デュエル・マスターズ2 切札勝舞Ver.                                                                            | タカラ                                                   |    |    | |                     |
| 2004年7月22日  | 学校の怪談 百妖箱の封印                                                                                       | TDKコア                                                  |    |    | |                     |
| 2004年7月22日  | NARUTO -ナルト- ナルトRPG〜受けつがれし火の意志〜                                                             | トミー                                                   |    |    | |                     |
| 2004年7月22日  | 鋼の錬金術師 想い出の奏鳴曲                                                                                   | バンダイ                                                 |    |    | |                     |
| 2004年7月23日  | DRAGONBALL Z THE LEGACY OF GOKU II                                                                            | バンプレスト                                             |    |    | |                     |
| 2004年7月24日  | ぷよぷよフィーバー                                                                                            | セガ                                                     |    |    | |                     |
| 2004年7月29日  | ドンちゃんパズル 花火でドーン!アドバンス                                                                      | アルゼ                                                   |    |    | |                     |
| 2004年7月29日  | 花火百景アドバンス                                                                                            | アルゼ                                                   |    |    | |                     |
| 2004年7月29日  | パワプロクンポケット1・2                                                                                      | コナミ                                                   |    |    | |                     |
| 2004年7月29日  | ファイナルファンタジーI・II アドバンス                                                                        | スクウェア・エニックス                                   | 〇 |    | ワンダースワン用ソフト『ファイナルファンタジー』および『ファイナルファンタジーII』の移植版。                                                                                             |                     |
| 2004年7月29日  | レジェンズ 甦る試練の島                                                                                       | バンダイ                                                 |    |    | |                     |
| 2004年8月5日   | 伝説のスタフィー3                                                                                             | 任天堂                                                   | 〇 |    | |                     |
| 2004年8月5日   | シャイニングフォース 黒き竜の復活                                                                             | セガ                                                     |    |    | |                     |
| 2004年8月5日   | B-伝説! バトルビーダマン 燃えろ!ビー魂!!                                                                      | タカラ                                                   |    |    | |                     |
| 2004年8月5日   | ひまわりどうぶつ病院 〜☆ペットのお医者さん育成ゲーム☆〜                                                       | TDKコア                                                  |    |    | |                     |
| 2004年8月5日   | SDガンダムフォース                                                                                            | バンダイ                                                 |    |    | |                     |
| 2004年8月5日   | ウルトラ警備隊 モンスターアタック                                                                             | ロケットカンパニー                                       |    |    | |                     |
| 2004年8月5日   | どうぶつ島のチョビぐるみ2 タマちゃん物語                                                                      | ロケットカンパニー                                       |    |    | |                     |
| 2004年8月6日   | ロックマンエグゼ4.5 リアルオペレーション                                                                      | カプコン                                                 | 〇 |    | [ 48 ] |                     |
| 2004年8月10日  | ファミコンミニ ディスクシステムセレクション                                                                   | 任天堂                                                   |    |    | |                     |
| 2004年8月12日  | 2つあそべるツインシリーズ(1) めざせデビュー! ファッションデザイナーものがたり+かわいいペットゲームギャラリー2 | カルチャーブレーン                                       |    |    | |                     |
| 2004年8月20日  | サモンナイト クラフトソード物語2                                                                              | バンプレスト                                             |    |    | |                     |
| 2004年8月26日  | スーパーマリオボール                                                                                          | 任天堂                                                   | 〇 |    | |                     |
| 2004年8月26日  | クラッシュ・バンディクー 爆走!ニトロカート                                                                    | コナミ                                                   |    |    | |                     |
| 2004年9月9日   | ボボボーボ・ボーボボ 爆闘ハジケ大戦                                                                           | ハドソン                                                 |    |    | |                     |
| 2004年9月16日  | ポケットモンスター エメラルド                                                                                 | ポケモン                                                 |    |    | |                     |
| 2004年9月22日  | エンジェルコレクション2 ピチモになろう                                                                        | エム・ティー・オー                                       |    |    | |                     |
| 2004年9月22日  | DAN DOH!! 飛ばせ!勝利のスマイルショット!!                                                                     | タカラ                                                   |    |    | |                     |
| 2004年9月22日  | アドバンス ガーディアンヒーローズ                                                                             | トレジャー                                               |    |    | |                     |
| 2004年9月24日  | みんなのソフトシリーズ みんなの将棋                                                                           | サクセス                                                 |    |    | |                     |
| 2004年10月7日  | ファイアーエムブレム 聖魔の光石                                                                               | 任天堂                                                   | 〇 |    | ファイアーエムブレムシリーズとしては最後のゲームボーイアドバンス用作品。 | [ 112 ]             |
| 2004年10月14日 | まわるメイドインワリオ                                                                                        | 任天堂                                                   |    |    | メイドインワリオシリーズの一つで、ゲームボーイアドバンスを回す操作体系が採用されている。                                                                                                 | [ 181 ]             |
| 2004年10月21日 | F-ZERO CLIMAX                                                                                                 | 任天堂                                                   | 〇 |    | |                     |
| 2004年10月21日 | 戦闘員 山田はじめ                                                                                             | キッズステーション                                       |    |    | ボツカン帝国の下っ端戦闘員・山田はじめによるいたずらを描いたアクションゲーム。 | [ 182 ]             |
| 2004年10月22日 | 2つあそべるうれしいツインシリーズ(2) おしゃれプリンセス4+スウィートライフ+恋愛占い大作戦                      | カルチャーブレーン                                       |    |    | |                     |
| 2004年10月28日 | お茶犬くるりん 〜ほんわかパズルで「ほっ」としよ?〜                                                            | エム・ティー・オー                                       |    |    | |                     |
| 2004年10月28日 | 燃えろ!!ジャレココレクション                                                                                  | ジャレコ                                                 |    |    | 「燃えろ!!」シリーズを収録したゲーム。収録したゲームは「プロ野球」、「プロテニス」、「ジュニアバスケット」、「プロサッカー」、「柔道WARRIORS」など                                       |                     |
| 2004年10月28日 | フルーツ村のどうぶつたち                                                                                      | TDKコア                                                  |    |    | |                     |
| 2004年10月28日 | 球闘士バトローラーエックス                                                                                    | バンダイ                                                 |    |    | |                     |
| 2004年11月4日  | ゼルダの伝説 ふしぎのぼうし                                                                                   | 任天堂                                                   | 〇 | 〇 | カプコンが制作した最後の携帯ゲーム機向け『ゼルダの伝説』シリーズ。 | [ 150 ]             |
| 2004年11月4日  | □いアタマを○くする。アドバンス 漢字・計算                                                                     | IEインスティテュート                                     |    |    | ゲームボーイプレーヤー両対応ソフト |                     |
| 2004年11月4日  | □いアタマを○くする。アドバンス 国語・算数・社会・理科                                                         | IEインスティテュート                                     |    |    | ゲームボーイプレーヤー両対応ソフト |                     |
| 2004年11月4日  | 真・女神転生 デビルチルドレン メシアライザー                                                                  | ロケットカンパニー                                       |    |    | 当初はアトラスから発売される予定だったが、2004年2月に発売中止宣言が出された。 その後、発売元をロケットカンパニーに変更する形で再開された。                                               | [ 183 ]             |
| 2004年11月4日  | スーパーリアル麻雀 同窓会                                                                                     | ロケットカンパニー                                       |    |    | |                     |
| 2004年11月11日 | キングダム ハーツ チェイン オブ メモリーズ                                                                    | スクウェア・エニックス                                   |    |    | 『キングダム ハーツ』シリーズにおいては初の任天堂ハード作品。『キングダム ハーツ』と『キングダム ハーツII』の間の出来事を描いた作品。                                                    | [ 9 ] [ 184 ]       |
| 2004年11月18日 | メタルスラッグアドバンス                                                                                      | SNKプレイモア                                            |    |    | |                     |
| 2004年11月18日 | 学園アリス ドキドキ★不思議たいけん                                                                            | キッズステーション                                       |    |    | |                     |
| 2004年11月18日 | ドラゴンボール アドバンスアドベンチャー                                                                       | バンプレスト                                             |    |    | 『ドラゴンボール』のうち少年時代の悟空を題材としたアクションゲーム。 | [ 9 ]               |
| 2004年11月19日 | ファインディング・ニモ 新たなる冒険                                                                           | ユークス                                                 |    |    | |                     |
| 2004年11月25日 | ゲームボーイウォーズアドバンス1+2                                                                             | 任天堂                                                   | 〇 |    | |                     |
| 2004年11月25日 | かわいい仔犬ワンダフル                                                                                        | エム・ティー・オー                                       |    |    | |                     |
| 2004年11月25日 | Riviera 〜約束の地リヴィエラ〜                                                                                | スティング                                               |    |    | |                     |
| 2004年11月25日 | 機動戦士ガンダムSEED DESTINY                                                                                  | バンダイ                                                 |    |    | |                     |
| 2004年11月25日 | 忘却の旋律 | バンダイ                                                 |    |    | |                     |
| 2004年11月26日 | アレックボードンアドベンチャー タワー&シャフト アドバンス                                                     | アルゼ                                                   |    |    | |                     |
| 2004年12月2日  | シナモン ゆめの大冒険                                                                                         | イマジニア                                               |    |    | |                     |
| 2004年12月2日  | シルバニアファミリー ファッションデザイナーになりたい! くるみリスの女の子                                     | エポック社                                               |    |    | |                     |
| 2004年12月2日  | ザ・アーブズ シムズ・イン・ザ・シティ                                                                         | エレクトロニック・アーツ                                 |    |    | |                     |
| 2004年12月2日  | パワプロクンポケット7                                                                                         | コナミ                                                   |    |    | |                     |
| 2004年12月2日  | Mr.インクレディブル                                                                                           | ディースリー・パブリッシャー                             |    |    | |                     |
| 2004年12月2日  | Kiss×Kiss 星鈴学園                                                                                            | バンダイ                                                 |    |    | |                     |
| 2004年12月9日  | ヨッシーの万有引力                                                                                            | 任天堂                                                   |    |    | | [ 185 ]             |
| 2004年12月9日  | ポケいぬ | アガツマ・エンタテインメント                             |    |    | |                     |
| 2004年12月9日  | ロックマンエグゼ5 チーム オブ ブルース                                                                        | カプコン                                                 | 〇 |    | [ 48 ] |                     |
| 2004年12月9日  | コロッケ!Great 時空の冒険者                                                                                   | コナミ                                                   |    |    | |                     |
| 2004年12月9日  | ケロロ軍曹 対決!激走ケロンプリ大作戦であります!!                                                              | サンライズインタラクティブ                               |    |    | |                     |
| 2004年12月9日  | ハロー!アイドルデビュー キッズアイドル育成ゲーム                                                              | TDKコア                                                  |    |    | |                     |
| 2004年12月9日  | 陰陽大戦記 零式                                                                                               | バンダイ                                                 |    |    | |                     |
| 2004年12月9日  | ふたりはプリキュア ありえな〜い! 夢の園は大迷宮                                                               | バンダイ                                                 |    |    | |                     |
| 2004年12月9日  | クラッシュ・バンディクー アドバンス わくわく友ダチ大作戦!                                                     | ビベンディユニバーサルゲームズ                           |    |    | |                     |
| 2004年12月9日  | スパイロ アドバンス わくわく友ダチ大作戦!                                                                     | ビベンディユニバーサルゲームズ                           |    |    | |                     |
| 2004年12月9日  | ぷくぷく天然かいらんばん 〜ようこそ!イリュージョンランドへ〜                                                  | マーベラスインタラクティブ                               |    |    | |                     |
| 2004年12月10日 | 2つあそべるうれしいツインシリーズ(3) 昆虫モンスター 王者決定戦+スーパーチャイニーズラビリンス                 | カルチャーブレーン                                       |    |    | |                     |
| 2004年12月10日 | 2つあそべるうれしいツインシリーズ(4) ハムハムモンスターEX ハムスター物語RPG+ハムスター物語 魔法の迷宮1.2.3    | カルチャーブレーン                                       |    |    | |                     |
| 2004年12月10日 | 2つあそべるうれしいツインシリーズ(5) わんわん名探偵EX+魔法の国のケーキ屋さん物語                              | カルチャーブレーン                                       |    |    | |                     |
| 2004年12月10日 | 2つあそべるうれしいツインシリーズ(6) わんにゃんアイドル学園+仔犬といっしょスペシャル                          | カルチャーブレーン                                       |    |    | |                     |
| 2004年12月16日 | デュエル・マスターズ3                                                                                         | アトラス                                                 |    |    | |                     |
| 2004年12月16日 | 真型メダロット カブトバージョン                                                                               | イマジニア                                               |    |    | |                     |
| 2004年12月16日 | 真型メダロット クワガタバージョン                                                                             | イマジニア                                               |    |    | |                     |
| 2004年12月16日 | リトルパティシエ ケーキのお城                                                                                 | エム・ティー・オー                                       |    |    | |                     |
| 2004年12月16日 | 絶体絶命でんぢゃらすじーさん3〜果てしなき魔物語〜                                                             | キッズステーション                                       |    |    | |                     |
| 2004年12月16日 | Get Ride! アムドライバー 出撃!バトルパーティー                                                                | コナミ                                                   |    |    | |                     |
| 2004年12月16日 | わがまま☆フェアリー ミルモでポン! 謎のカギと真実のトビラ                                                      | コナミ                                                   |    |    | |                     |
| 2004年12月16日 | わんこ・みっくす ちわんこワールド                                                                             | TDKコア                                                  |    |    | |                     |
| 2004年12月16日 | ゾイドサーガ フューザーズ                                                                                     | トミー                                                   |    |    | |                     |
| 2004年12月17日 | かわいいペットゲームギャラリー2                                                                               | カルチャーブレーン                                       |    |    | |                     |
| 2004年12月17日 | 2つあそべるうれしいツインシリーズ(7) ツインパズル きせかえわんこEX+ニャーとチューのパズル レインボーマジック2 | カルチャーブレーン                                       |    |    | |                     |
| 2004年12月22日 | ロード・オブ・ザ・リング 中つ国第三紀                                                                         | エレクトロニック・アーツ                                 |    |    | |                     |
| 2004年12月22日 | 金色のガッシュベル!! うなれ!友情の電撃2                                                                       | バンプレスト                                             |    |    | |                     |
| 2004年12月23日 | 幻星神ジャスティライザー 装着!地球の戦士たち                                                                  | コナミ                                                   |    |    | |                     |
| 2004年12月30日 | 遊☆戯☆王デュエルモンスターズ インターナショナル2                                                              | コナミ                                                   |    |    | |                     |
| 2005年1月6日   | テイルズ オブ ザ ワールド なりきりダンジョン3                                                                 | ナムコ                                                   |    |    | |                     |
| 2005年1月13日  | マリオパーティアドバンス                                                                                      | 任天堂                                                   | 〇 |    | |                     |
| 2005年1月14日  | みんなのソフトシリーズ ハッピートランプ20                                                                     | サクセス                                                 |    |    | |                     |
| 2005年1月20日  | ホビットの冒険 ロード オブ ザ リング はじまりの物語                                                           | コナミ                                                   |    |    | |                     |
| 2005年1月20日  | 冒険王ビィト バスターズロード                                                                                 | バンダイ                                                 |    |    | |                     |
| 2005年1月27日  | 三國志英傑伝                                                                                                  | コーエー                                                 |    |    | |                     |
| 2005年1月27日  | 三國志孔明伝                                                                                                  | コーエー                                                 |    |    | |                     |
| 2005年1月27日  | がんばれ!ドッジファイターズ                                                                                   | バンダイ                                                 |    |    | |                     |
| 2005年1月27日  | 探偵 神宮寺三郎 白い影の少女                                                                                  | マーベラスインタラクティブ                               |    |    | |                     |
| 2005年2月3日   | スーパーロボット大戦ORIGINAL GENERATION2                                                                      | バンプレスト                                             |    |    | | [ 67 ]              |
| 2005年2月17日  | レジェンズ サイン オブ ネクロム                                                                               | バンダイ                                                 |    |    | 専用アダプタ同梱版あり |                     |
| 2005年2月24日  | ロックマンエグゼ5 チーム オブ カーネル                                                                        | カプコン                                                 | 〇 |    | | [ 48 ]              |
| 2005年3月10日  | 千年家族 | 任天堂                                                   | 〇 |    | | [ 186 ]             |
| 2005年3月10日  | めざせ!甲子園                                                                                                 | タスケ                                                   |    |    | |                     |
| 2005年3月17日  | カッパの飼い方 -How to breed kappas- かぁたん大冒険!                                                          | コナミ                                                   |    |    | |                     |
| 2005年3月24日  | にゃんにゃんにゃんこのにゃんコレクション                                                                      | エム・ティー・オー                                       |    |    | |                     |
| 2005年3月24日  | 真・三國無双アドバンス                                                                                        | コーエー                                                 |    |    | |                     |
| 2005年3月31日  | シャーク・テイル                                                                                              | タイトー                                                 |    |    | |                     |
| 2005年4月21日  | ロックマンゼロ4                                                                                               | カプコン                                                 |    |    | | [ 48 ]              |
| 2005年4月21日  | 傑作選!がんばれゴエモン1・2 ゆき姫とマッギネス                                                                | コナミ                                                   |    |    | |                     |
| 2005年4月21日  | 名探偵コナン 暁のモニュメント                                                                                 | バンプレスト                                             |    |    | |                     |
| 2005年4月28日  | The Tower SP                                                                                                  | 任天堂                                                   |    |    | | [ 187 ]             |
| 2005年4月28日  | リラックマなまいにち                                                                                          | イマジニア                                               |    |    | |                     |
| 2005年4月28日  | お茶犬の夢冒険                                                                                                | エム・ティー・オー                                       |    |    | |                     |
| 2005年4月28日  | ONE PIECE ドラゴンドリーム!                                                                                   | バンダイ                                                 |    |    | |                     |
| 2005年5月3日   | 昆虫モンスター バトルスタジアム                                                                               | カルチャーブレーン                                       |    |    | |                     |
| 2005年5月3日   | 昆虫モンスター バトルマスター                                                                                 | カルチャーブレーン                                       |    |    | |                     |
| 2005年5月19日  | ぶらぶらドンキー                                                                                              | 任天堂                                                   | 〇 |    | | [ 188 ]             |
| 2005年5月19日  | ファンタジックチルドレン                                                                                      | バンダイ                                                 |    |    | |                     |
| 2005年6月9日   | 魔法先生ネギま! プライベートレッスン ダメですぅ 図書館島                                                      | マーベラスインタラクティブ                               |    |    | |                     |
| 2005年6月16日  | のののパズル ちゃいリアン                                                                                     | 任天堂                                                   |    |    | |                     |
| 2005年6月23日  | 甲虫王者ムシキング グレイテストチャンピオンへの道                                                             | セガ                                                     |    |    | |                     |
| 2005年6月30日  | おしゃれプリンセス5                                                                                           | カルチャーブレーン                                       |    |    | |                     |
| 2005年6月30日  | メルヘヴン KNOCKIN'ON HEAVEN'S DOOR                                                                           | コナミ                                                   |    |    | |                     |
| 2005年6月30日  | 桃太郎電鉄G ゴールド・デッキを作れ!                                                                           | ハドソン                                                 |    |    | PlayStation 2用ソフト『桃太郎電鉄12 西日本編もありまっせー!』をベースとした作品。ワイヤレスアダプタおよび無線通信対応。                                                                  | [ 50 ] [ 9 ]        |
| 2005年7月7日   | レゴ スター・ウォーズ                                                                                         | アイドス                                                 |    |    | |                     |
| 2005年7月7日   | エレメンタル ジェレイド 〜封印されし謳〜                                                                      | トミー                                                   |    |    | |                     |
| 2005年7月21日  | BLEACH アドバンス 紅に染まる尸魂界                                                                            | セガ                                                     |    |    | |                     |
| 2005年7月21日  | キム・ポッシブル#ゲーム                                                                                       | ディースリー・パブリッシャー                             |    |    | |                     |
| 2005年7月21日  | リロ・アンド・スティッチ#ゲーム                                                                               | ディースリー・パブリッシャー                             |    |    | |                     |
| 2005年7月21日  | 機動劇団はろ一座 ハロのぷよぷよ                                                                               | バンダイ                                                 |    |    | 『機動戦士ガンダム』に『ぷよぷよ』のシステムを合わせた作品 | [ 189 ]             |
| 2005年7月28日  | 新・ボクらの太陽 逆襲のサバタ                                                                                 | コナミ                                                   |    |    | 『続・ボクらの太陽 ～太陽少年ジャンゴ～』の続編。 | [ 10 ]              |
| 2005年7月28日  | ふたりはプリキュア Max Heart マジ?マジ?!ファイトdeINじゃない                                                  | バンダイ                                                 |    |    | |                     |
| 2005年7月28日  | 金色のガッシュベル!! ザ・カードバトル for GBA                                                                 | バンプレスト                                             |    |    | |                     |
| 2005年7月28日  | ロボッツ | ビベンディユニバーサルゲームズ                           |    |    | |                     |
| 2005年8月5日   | B-伝説! バトルビーダマン 炎魂                                                                                 | アトラス                                                 |    |    | |                     |
| 2005年8月11日  | 昆虫の森の大冒険 〜ふしぎな世界の住人たち〜                                                                   | カルチャーブレーン                                       |    |    | |                     |
| 2005年8月11日  | プロ麻雀 兵 GBA                                                                                               | カルチャーブレーン                                       |    |    | |                     |
| 2005年8月11日  | マダガスカル                                                                                                  | バンダイ                                                 |    |    | |                     |
| 2005年8月25日  | くにおくん熱血コレクション1                                                                                   | アトラス                                                 |    |    | |                     |
| 2005年9月8日   | わがまま☆フェアリー ミルモでポン! どきどきメモリアルパニック                                                  | コナミ                                                   |    |    | |                     |
| 2005年9月8日   | ティム・バートン ナイトメアー・ビフォア・クリスマス パンプキン・キング                                        | ディースリー・パブリッシャー                             |    |    | |                     |
| 2005年9月13日  | ファミコンミニ スーパーマリオブラザーズ                                                                       | 任天堂                                                   |    |    | |                     |
| 2005年9月13日  | ドクターマリオ&パネルでポン                                                                                   | 任天堂                                                   |    |    | |                     |
| 2005年9月13日  | マリオテニスアドバンス                                                                                        | 任天堂                                                   | 〇 |    | |                     |
| 2005年9月15日  | スーパーロボット大戦J                                                                                         | バンプレスト                                             |    |    | | [ 67 ]              |
| 2005年9月22日  | スクリューブレイカー 轟振どりるれろ                                                                           | 任天堂                                                   | 〇 |    | ゲームボーイプレーヤー両対応ソフト | [ 190 ]             |
| 2005年10月6日  | ガンスタースーパーヒーローズ                                                                                  | セガ                                                     |    |    | |                     |
| 2005年10月13日 | 通勤ヒトフデ                                                                                                  | 任天堂                                                   | 〇 |    | |                     |
| 2005年10月13日 | 遊☆戯☆王デュエルモンスターズGX めざせデュエルキング!                                                          | コナミ                                                   |    |    | |                     |
| 2005年10月27日 | くにおくん熱血コレクション2                                                                                   | アトラス                                                 |    |    | |                     |
| 2005年10月27日 | フロンティアストーリーズ                                                                                      | マーベラスインタラクティブ                               |    |    | |                     |
| 2005年11月3日  | みらくる!ぱんぞう 7つの星の宇宙海賊                                                                           | アトラス                                                 |    |    | |                     |
| 2005年11月17日 | ポケモン不思議のダンジョン 赤の救助隊                                                                         | ポケモン                                                 | 〇 |    | | [ 191 ]             |
| 2005年11月23日 | ロックマンエグゼ6 電脳獣ファルザー                                                                            | カプコン                                                 | 〇 |    | | [ 48 ]              |
| 2005年11月23日 | ロックマンエグゼ6 電脳獣グレイガ                                                                              | カプコン                                                 | 〇 |    | | [ 48 ]              |
| 2005年11月24日 | 金色のガッシュベル!! うなれ!友情の電撃 ドリームタッグトーナメント                                             | バンプレスト                                             |    |    | |                     |
| 2005年12月1日  | スーパードンキーコング3                                                                                       | 任天堂                                                   |    |    | 同名スーパーファミコン用ソフトの移植版 | [ 192 ]             |
| 2005年12月1日  | シナモンふわふわ大作戦                                                                                        | ロケットカンパニー                                       |    |    | |                     |
| 2005年12月8日  | シュガシュガルーン ハートがいっぱい!萌黄学園                                                                  | バンダイ                                                 |    |    | |                     |
| 2005年12月8日  | サモンナイト クラフトソード物語 〜はじまりの石〜                                                              | バンプレスト                                             |    |    | ゲームボーイプレーヤー両対応ソフト |                     |
| 2005年12月15日 | ファイナルファンタジーIV アドバンス                                                                           | スクウェア・エニックス                                   | 〇 |    | 天野喜孝デザインゲームボーイミクロ同梱版あり |                     |
| 2005年12月15日 | チキン・リトル                                                                                                | ディースリー・パブリッシャー                             |    |    | |                     |
| 2005年12月22日 | お茶犬の冒険島 ほんわか夢のアイランド                                                                         | エム・ティー・オー                                       |    |    | |                     |
| 2005年12月22日 | アニマル横町 どき☆どき救出大作戦!の巻                                                                         | コナミ                                                   |    |    | |                     |
| 2005年12月22日 | ハイ!ハイ! パフィー・アミユミ                                                                                 | ディースリー・パブリッシャー                             |    |    | |                     |
| 2005年12月22日 | ハドソンベストコレクションVol.1 ボンバーマンコレクション                                                      | ハドソン                                                 |    |    | |                     |
| 2005年12月22日 | ハドソンベストコレクションVol.2 ロードランナーコレクション                                                    | ハドソン                                                 |    |    | |                     |
| 2005年12月22日 | ハドソンベストコレクションVol.3 アクションコレクション                                                        | ハドソン                                                 |    |    | |                     |
| 2005年12月22日 | ハドソンベストコレクションVol.4 謎解きコレクション                                                            | ハドソン                                                 |    |    | |                     |
| 2006年1月19日  | ハドソンベストコレクションVol.5 シューティングコレクション                                                    | ハドソン                                                 |    |    | |                     |
| 2006年1月19日  | ハドソンベストコレクションVol.6 冒険島コレクション                                                            | ハドソン                                                 |    |    | |                     |
| 2006年1月26日  | ダブルパック ソニックアドバンス&チューチューロケット!                                                         | セガ                                                     |    |    | |                     |
| 2006年1月26日  | ダブルパック ソニックピンボールパーティー&ソニックバトル                                                      | セガ                                                     |    |    | |                     |
| 2006年1月26日  | ダブルパック ソニックバトル&ソニックアドバンス                                                                | セガ                                                     |    |    | |                     |
| 2006年2月9日   | Mr.インクレディブル 強敵アンダーマイナー登場                                                                  | セガ                                                     |    |    | |                     |
| 2006年2月9日   | 川のぬし釣り3&4                                                                                               | マーベラスインタラクティブ                               |    |    | |                     |
| 2006年2月16日  | くにおくん熱血コレクション3                                                                                   | アトラス                                                 |    |    | |                     |
| 2006年2月23日  | 遊☆戯☆王デュエルモンスターズ エキスパート2006                                                                 | コナミ                                                   |    |    | |                     |
| 2006年3月2日   | うえきの法則 神器炸裂!能力者バトル                                                                            | バンプレスト                                             |    |    | |                     |
| 2006年3月3日   | 闘牌伝説アカギ 闇に舞い降りた天才                                                                             | カルチャーブレーン                                       |    |    | |                     |
| 2006年3月23日  | パワポケダッシュ                                                                                              | コナミ                                                   |    |    | パワプロクンシリーズとしては最後のゲームボーイアドバンス用ソフト。 |                     |
| 2006年3月23日  | ユグドラ・ユニオン                                                                                            | スティング                                               |    |    | 『Riviera ～約束の地リヴィエラ～』関連作品 | [ 193 ]             |
| 2006年3月23日  | クレヨンしんちゃん 伝説を呼ぶ オマケの都ショックガーン!                                                       | バンプレスト                                             |    |    | |                     |
| 2006年3月23日  | 魔法先生ネギま! プライベートレッスン2 お邪魔しますぅ♥ パラサイトでチュ〜                                      | マーベラスインタラクティブ                               |    |    | |                     |
| 2006年4月6日   | アイシールド21 DEVILBATS DEVILDAYS                                                                            | 任天堂                                                   |    |    | |                     |
| 2006年4月6日   | みんなのソフトシリーズ ナンプレアドバンス                                                                     | サクセス                                                 |    |    | |                     |
| 2006年4月20日  | MOTHER3 | 任天堂                                                   | 〇 |    | MOTHERシリーズ第3弾 | [ 194 ]             |
| 2006年5月18日  | カルチョビット                                                                                                | 任天堂                                                   |    |    | | [ 195 ]             |
| 2006年5月18日  | アニマル横町 どき☆どき進級試験!の巻                                                                           | コナミデジタルエンタテインメント                         |    |    | |                     |
| 2006年7月6日   | カーズ | THQジャパン                                              |    |    | |                     |
| 2006年7月13日  | bit Generations                                                                                               | 任天堂                                                   |    |    | シンプルなデザインを特徴としたオムニバスゲーム集で、収録作品のうち「Soundvoyager」はヘッドホン必須。                                                                                     | [ 196 ]             |
| 2006年7月27日  | bit Generations Series 2                                                                                      | 任天堂                                                   |    |    | シンプルなデザインを特徴としたオムニバスゲーム集 | [ 197 ]             |
| 2006年8月3日   | リズム天国 | 任天堂                                                   |    |    | 任天堂が最後に発売したゲームボーイアドバンス用ソフトで、音楽プロデューサー・つんく♂の持ち込み企画をもとにしている                                                                        | [ 12 ]              |
| 2006年10月12日 | ファイナルファンタジーV アドバンス                                                                            | スクウェア・エニックス                                   | 〇 |    | スーパーファミコン用ソフト『ファイナルファンタジーV』の移植版 | [ 198 ]             |
| 2006年11月30日 | ファイナルファンタジーVI アドバンス                                                                           | スクウェア・エニックス                                   | 〇 |    | 最後のゲームボーイアドバンス用ソフト。 スーパーファミコン用ソフト『ファイナルファンタジーVI』の移植版。                                                                                  | [ 9 ] [ 9 ] [ 199 ] |

## 発売されなかったタイトル
| 作品名                                                | 発売元                       | 備考 |
| ----------------------------------------------------- | ---------------------------- | --- |
| まみむめ☆もがちょ ちょこボール                        | アイディアファクトリー       | テレビアニメ『まみむめ☆もがちょ』を題材としたパズルゲームで、2002年3月29日に発売が予定されていた。 キャラクターを差し替えた上でWiiで『しゃるうぃ〜☆たころん』として発売。 |
| ブレンダーブロス                                      | インフォグラムハドソン       | 高い知能を持った動物・アニマルマンの戦いを描いたアクションゲーム。 任天堂スペースワールド2001出展の時点では、2001年冬に発売される予定だった。 |
| メタルスラッグ                                        | SNKプレイモア                | |
| メタルスラッグ2                                       | SNKプレイモア                | |
| メタルスラッグX                                       | SNKプレイモア                | |
| メタルスラッグ3                                       | SNKプレイモア                | |
| スーパーパズルファイターIIX                           | カプコン                     | 同名アーケードゲームの移植版で、日本国外でのみ発売された。 |
| お買い得シリーズ第11弾 かわいい金魚物語               | カルチャーブレーン           | |
| かわいいの森のおかしやさんゲームギャラリー            | カルチャーブレーン           | |
| 新超人ウルトラベースボールGBA                         | カルチャーブレーン           | |
| シンデレラ                                            | カルチャーブレーン           | |
| 飛龍の拳1・2プラス 激闘の3本入り                      | カルチャーブレーン           | |
| みんなのゲームくるくるポン                            | カルチャーブレーン           | |
| メープルランドの魔法屋さん                            | カルチャーブレーン           | |
| EZ-TALK 中級編（仮題）                                | キーネット                   | 2001年の任天堂スペースワールドで出展された。 |
| キッドクラウンのクレイジーチェイス                    | ケムコ                       | |
| 少年探偵団 ～紅眼の魔人～                             | サクセス                     | |
| みんなのソフトシリーズ 囲碁                           | サクセス                     | |
| 大戦略                                                | サミー                       | |
| パチスロ完全攻略アドバンス ギガゾーンカーニバルナイト | シスコンエンタテインメント   | |
| まじこね                                              | ソフトマックス               | |
| メタルマックスリターンズ改                            | ナウプロダクション           | 2003年10月24日に発売予定だったが、 版権を管理していたデータイーストの破産で権利問題が生じた為、発売中止となった。 |
| RADIO REYLESS（レディオ・レイリス）                   | ナウプロダクション           | |
| 馬穴大作戦（仮題）                                    | 任天堂                       | 2001年3月7日に、任天堂がゲームボーイアドバンスに関する発表の中で言及している。 また、モバイルアダプタGBに対応する予定だった。 |
| ゲームボーイウォーズアドバンス                        | 任天堂                       | 2001年10月12日に発売予定だったがアメリカ同時多発テロ事件の影響を受けて延期を繰り返し、単体では日本国外でのみ発売された。その後、『ゲームボーイウォーズアドバンス1+2』としてカップリング収録される形で発売された。 |
| ゲームボーイギャラリー4                               | 任天堂                       | 日本でも発売予定だったが、最終的には日本国外でのみの発売となった。 その後、Wii U用バーチャルコンソールで配信された。 |
| ゲームボーイミュージック                              | 任天堂                       | 2001年3月の東京ゲームショウ2001春で『ポケットミュージック』という題名で出展され、 この時点では専用スピーカーとステレオミニケーブルが同梱する予定だった。 その後『ゲームボーイミュージック』に改題。 発売中止後、キャラクター等の要素を引き継ぎ、 ニンテンドーDSで『大合奏!バンドブラザーズ』として発売された。                                                                     |
| サーベルウルフ（仮）                                  | 任天堂                       | 2001年の任天堂スペースワールドで出展された。 最終的にはTHQから日本国外でのみの発売となった。 |
| ディディーコングパイロット                            | 任天堂                       | 『ディディーコングレーシング』の続編として2002年3月4日に発売予定だったが、任天堂がレアの株をマイクロソフトに売却したことでドンキーコングのキャラクターが使えなくなり、キャラクターを差し替えた上で日本国外向けに『バンジョーパイロット』として2005年1月11日に発売された。 2011年頃、ベータ版の動画が公開された。                                                                   |
| ドンキーコング ココナッツクラッカー                   | 任天堂                       | 2001年12月7日に発売予定だったが、任天堂がレアの株をマイクロソフトに売却したため、ドンキーコングのキャラクターが使えなくなり、キャラクターを差し替えた上でTHQから日本国外向けに『It's Mr. Pants』として発売された。 |
| バトランド（仮題）                                    | 任天堂                       | 2001年の任天堂スペースワールドで出展された。 |
| はなさき合戦（仮題）                                  | 任天堂                       | 2001年3月7日の任天堂によるゲームボーイアドバンスに関する発表の中で言及されている。 |
| ルナブレイズ（仮題）                                  | 任天堂                       | 2001年の任天堂スペースワールドで出展された。 |
| ガチャあぷ                                            | ハドソン                     | 2003年の東京ゲームショウで出展された。 |
| 陸上防衛隊まおちゃん                                  | マーベラスエンターテイメント | PlayStationのみ発売。 |
| READY 2 RUMBLE BOXING ROUND2                          | ミッドウェイ                 | |
| 幻想世界英雄列伝フェアプレイズ                        | 不明                         | |
| メカニクメカニカ                                      | 不明                         | 2021年にコレクターが落札した詳細不明の開発用カートリッジからデータが見つかり、コレクター本人がツイッターを通じて情報提供を呼びかけている。なお、ロボットをカスタマイズするという内容から、すでに発売されていた『カスタムロボGX』の初期バージョンではないかと指摘する声もあったが、『カスタムロボ』シリーズのディレクターを務めた見城こうじは自分たちの作品ではないと断言している。 |
| Shantae Advance: Risky Revolution                     |                              | 『シャンティ』の続編として開発されていたが、2004年に中止となった。2024年にゲームボーイアドバンス互換カートリッジおよびPC、コンソール用ソフトとして発売予定。 |
| Elland: The Crystal Wars                              |                              | SF小説『デューン』のゲーム化で、2001年に開発が始まった。2021年、Retro Room Gamesが権利を取得し、『デューン』と無関係の作品として制作することを発表した。 |
| 妖怪バスター ナビ之介                                 |                              | 『メタルスラッグ』の開発チームが2000年代初頭に開発し、完成していたが、諸事情により発売には至らなかった。 2025年、開発チームの一員であるakioがNintendo Switch用ソフトとして2026年に発売予定であることを明かした。 |
| Kien                                                  |                              | 2002年にイタリアのデベロッパーP.M.Studiosが開発したシミュレーションRPGで、パブリッシャーの倒産などで発売には至らなかった。 その後、P.M.Studiosの元代表がIncube8 Gamesと提携し、2024年に非ライセンス品として世に送り出された。 |

## その他
- ヒカルの碁3（2003年3月20日発売のゲームキューブ専用ソフト『ヒカルの碁3』に同梱された補体ソフト）

## 非ライセンス品
- 『Goodboy Galaxy』（First Press Games）
  - 発売日未定。ゲームボーイアドバンス発売20周年を記念して製作されるアクションゲーム。クラウドファンディングで資金を集めて製作が決定した。PC・Nintendo Switch版の発売も予定されている[220][221]。

### 雑誌
- 『ゲームラボ 2021春夏』三才ブックス、2021年6月22日。
- 『ゲームラボ 2022春夏』三才ブックス、2022年6月21日。
- 『ゲームラボ年末年始2022』三才ブックス、2021年12月21日。
- 『ゲームラボ 年末年始2024』三才ブックス、2023年12月22日。